# Hidalgo County (Texas)

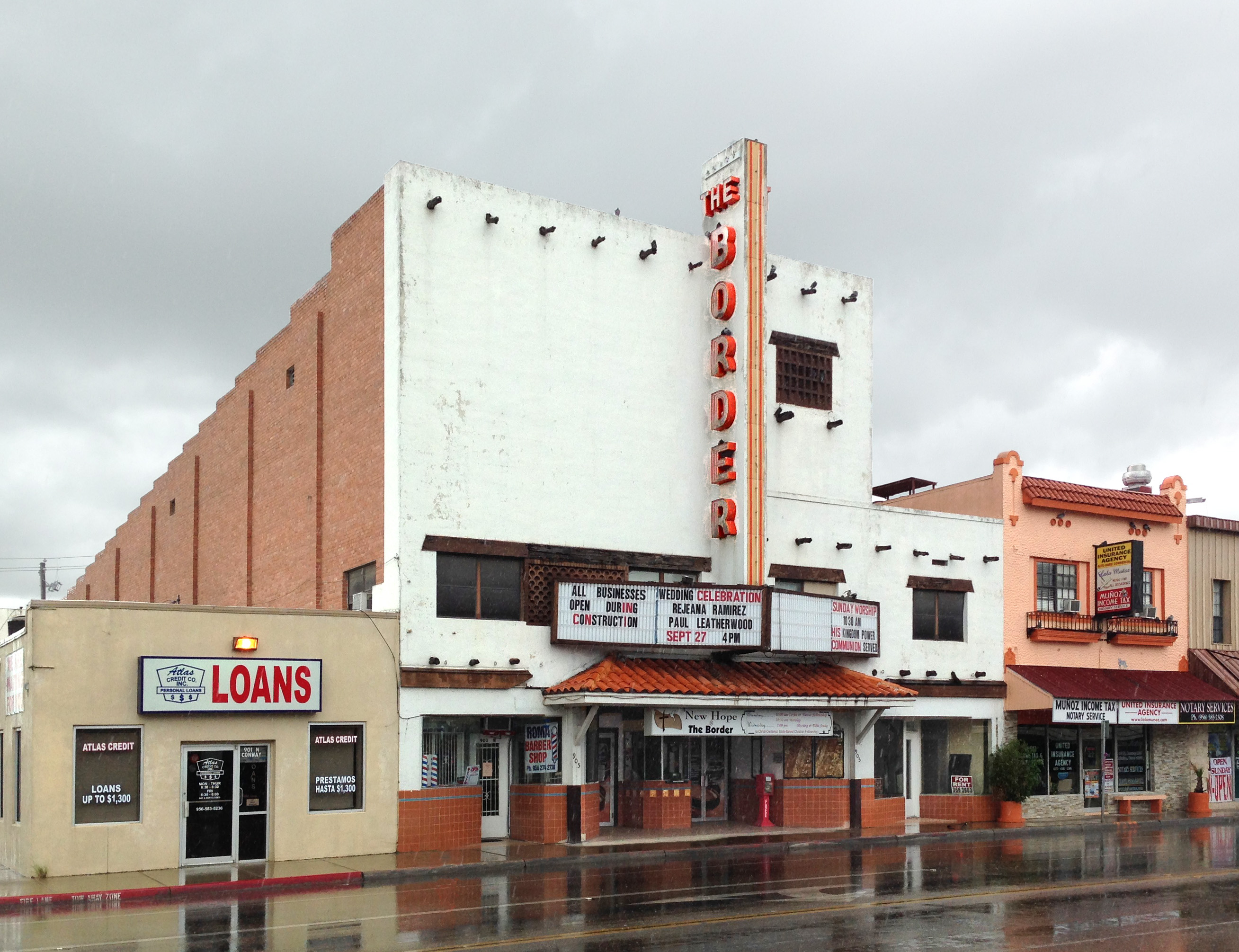
Border Theatre in Mission

Das Hidalgo County ist eine Verwaltungseinheit (County) im US-Bundesstaat Texas. Der Sitz der County-Verwaltung (County Seat) befindet sich in Edinburg. Das County ist stark von Landwirtschaft geprägt – speziell dem Anbau von Zitrusfrüchten. Die Einwohnerzahl betrug 2020 rund 870.000. Über 90 % davon sind hispanischer Herkunft. Strukturelle Probleme – speziell auch in Zusammenhang mit den Billiglohn-Zulieferbetrieben im nahen Mexiko  – sind die stark unter dem US-Durchschnitt liegenden Einkommensverhältnisse sowie ein zum Teil mangelndes Wohnraumangebot.

## Geografie

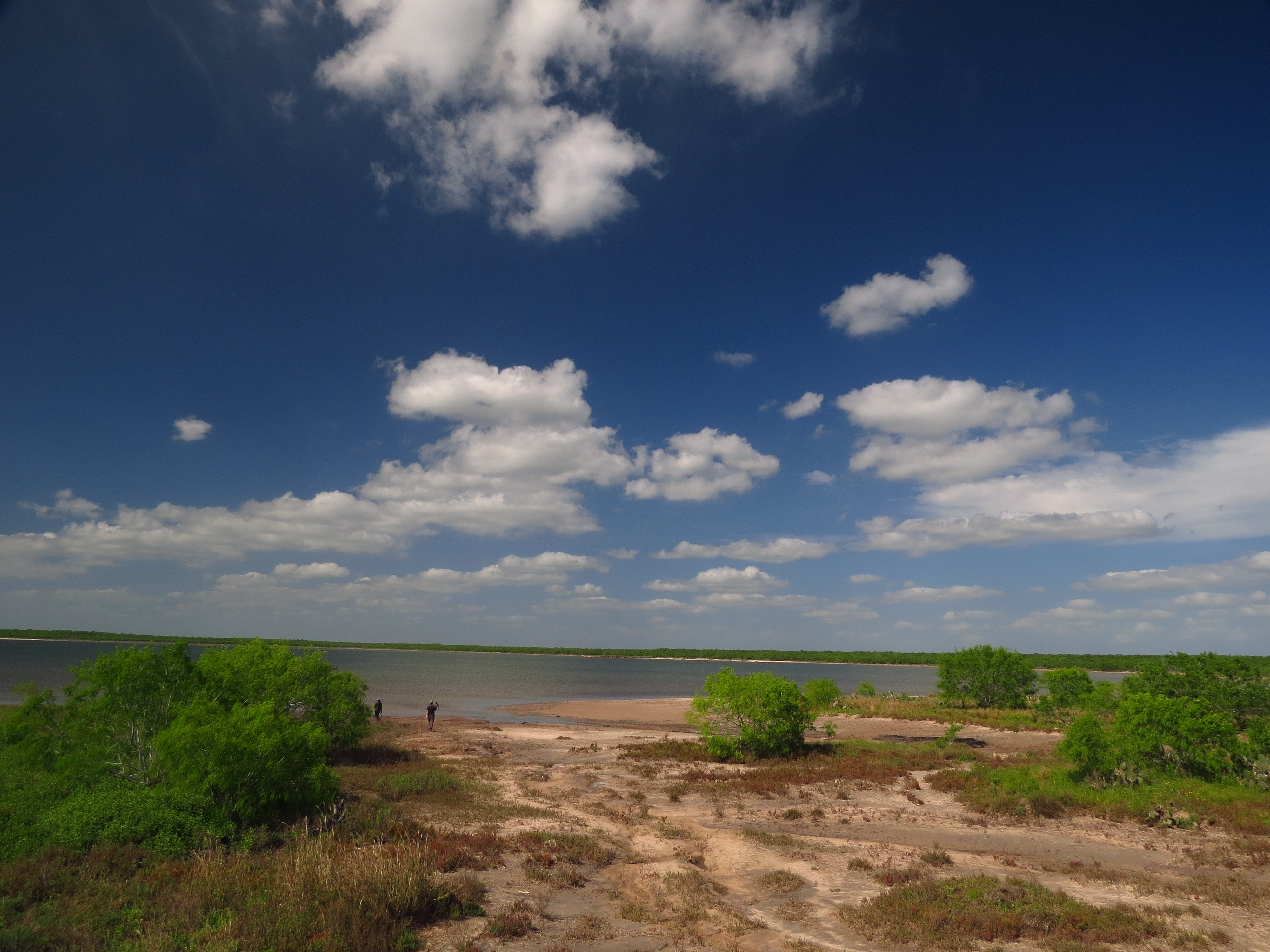
Naturreservats-Landschaft am Rio Grande

Hidalgo County liegt im Süden von Texas. Im Süden grenzt es an Mexiko. Im Osten ist es etwa 50 Kilometer vom Golf von Mexiko entfernt. Es hat eine Fläche von 4099 Quadratkilometern, wovon 33 Quadratkilometer Wasserfläche sind. Es grenzt im Uhrzeigersinn an die Countys Brooks, Kenedy, Willacy, Cameron und Starr. Geografisch ist das Gebiet Teil der südosttexanischen Küstenebene, landschaftlich, wirtschaftlich und sozial Teil der südtexanischen Subregion Rio Grande Valley. Das County wird vom Office of Management and Budget zu statistischen Zwecken als McAllen–Edinburg–Mission, TX Metropolitan Statistical Area geführt.
Die Landschaft ist weitgehend eben; die Höhe über dem Meeresspiegel beträgt zwischen 12 und 60 Metern. Die Vegetation unterscheidet sich im nördlichen, von Prärie bestimmten Teil vom südlichen am Rio Grande mit stärkerem Baumbewuchs. Die Böden im nördlichen Teil sind sandig-hell, weisen teilweise Kalkstein-Untergründe auf und eignen sich vor allem für Viehzucht. Die Böden im südlichen Teil bestehen aus fruchtbaren, rötlich-tonig gefärbten Lehmböden und sind für Landwirtschaft gut geeignet. Mineralische Ressourcen der Region sind Kalk, Sand, Kies und Erdöl.
Hauptansiedlungszentrum im County ist die statistische Metropolregion Edinburg-McAllen. Edinburg, mit rund 77.000 Einwohnern die kleinere der beiden Städte, ist die Bezirkshauptstadt. Größte Stadt mit 132.000 Einwohnern ist McAllen. Älteste Ansiedlung im County ist die direkt am Rio Grande gelegene Mittelstadt Hidalgo (12.500 Einwohner); im Südteil befindet sich das Gros der alten Städte – darunter La Joya (4.000 Einwohner), Mission (78.000 Einwohner), Progreso (5.600 Einwohner) und Mercedes (16.000 Einwohner). Weitere einwohnerstarke Städte sind Weslaco (36.000 Einwohner) und Pharr (71.000 Einwohner). Generell ist der südliche Teil des Countys der dichter besiedelte. Im Nordteil finden sich – von der nicht inkorporierten, 860 Einwohner zählenden Ansiedlung Linn abgesehen – keine geschlossenen Ortschaften.
Wichtigste Ost-West-Verbindungsstraßen sind der parallel zum Rio Grande verlaufende US-Highway 83 und der durch das County-Zentrum führende US-Highway 107. Wichtigste Nord-Süd-Verbindung ist der durch Edinburg, Pharr sowie McAllen hindurchführende US-Highway 281. Darüber hinaus führen durch den Landkreis eine Reihe sogenannter Farm-to-Market Roads, welche die Farmen und Ranches der Region mit den nächstgelegenen Marktstädten verbinden. Im Einzugsbereich des Countys liegen zwei kommerzielle Flughäfen: der McAllen-Miller International Airport in McAllen und der Valley International Airport im benachbarten Cameron County bei Harlingen. Ein weiterer Flughafen ist der South Texas International Airport in Edinburg, welcher der Stadt Edinburg gehört und von dieser betrieben wird.
Das Klima in Hidalgo County ist subtropisch und subhumid. Die Temperaturen reichen von durchschnittlich 8 °C im Januar bis zu 35 °C im Juli. Die durchschnittliche Jahrestemperatur beträgt 23 °C. Die durchschnittliche Niederschlagsmenge liegt bei 23 Zentimeter pro Monat. Die stärksten Regenmonate sind Mai und September.
|                       | Jan  | Feb  | Mär  | Apr  | Mai  | Jun  | Jul  | Aug  | Sep   | Okt  | Nov  | Dez  |   |      |
| Mittl. Tagesmax. (°C) | 21,7 | 23,9 | 27,7 | 30,6 | 33,2 | 35,7 | 36,2 | 36,7 | 33,9  | 30,9 | 26,6 | 22,2 | ⌀ | 30   |
| Mittl. Tagesmin. (°C) | 10,4 | 12,3 | 15,4 | 18,9 | 22,3 | 24,3 | 24,7 | 24,8 | 23,0  | 19,3 | 14,9 | 11,1 | ⌀ | 18,5 |
|                       |      |      |      |      |      |      |      |      |       |      |      |      |   |      |
| Niederschlag (mm)     | 27,0 | 28,0 | 26,0 | 34,0 | 57,0 | 66,0 | 51,0 | 56,0 | 114,0 | 53,0 | 23,0 | 30,0 | Σ | 565  |

| 10,4 |

| 12,3 |

| 15,4 |

| 18,9 |

| 22,3 |

| 24,3 |

| 24,7 |

| 24,8 |

| 23,0 |

| 19,3 |

| 14,9 |

| 11,1 |

| 10,4 |

| 12,3 |

| 15,4 |

| 18,9 |

| 22,3 |

| 24,3 |

| 24,7 |

| 24,8 |

| 23,0 |

| 19,3 |

| 14,9 |

| 11,1 |

## Geschichte

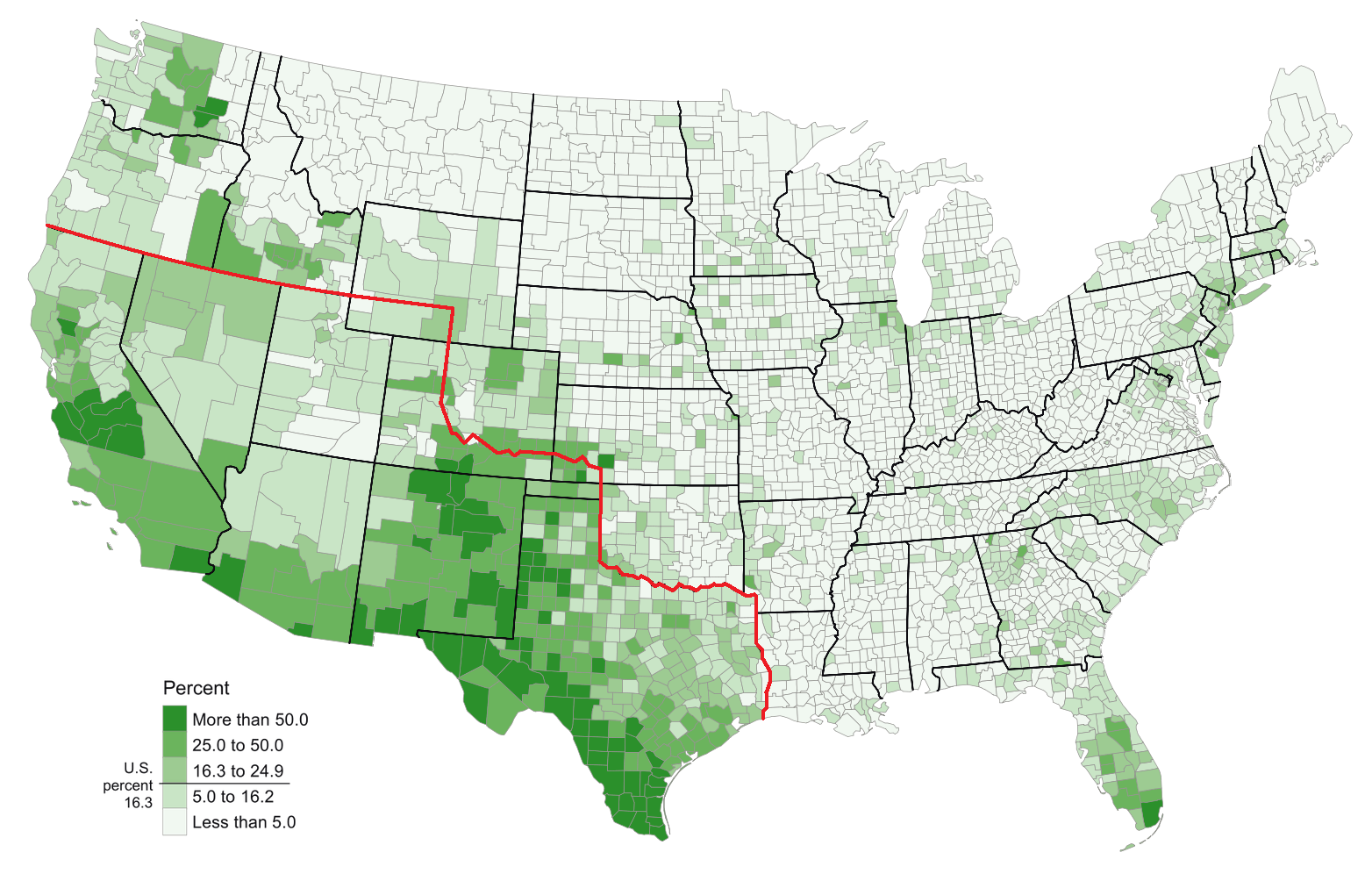
Hispanischer Bevölkerungsanteil im ehemals zu Mexiko gehörenden US-Südwesten

### Voreuropäische Geschichte
Südtexas wurde vor mindestens 11.000 Jahren von Menschen besiedelt, die in Küstennähe eher als Fischer, im Hinterland überwiegend als Jäger und Sammler lebten und ab etwa 9200 v. Chr. den Atlatl zur Jagd nutzten (Paläoindianer). Dabei erzwang eine geringe Ressourcendichte eine mobilere Lebensweise, während örtlich sich ballende Ressourcen, vor allem Nahrung, zu einer Verstetigung immer festerer Siedlungsstrukturen führten. Diese für die archaische Periode (6000–2500 v. Chr.) typische Differenzierung wurde zwischen 1300 und 1400 n. Chr. von neuen Siedlungsstrukturen abgelöst. Diese drastische Veränderung ging entweder auf von Norden zuwandernde Gruppen zurück, oder sie resultiert aus der Übernahme zahlreicher Kulturaspekte durch die ortsansässige Bevölkerung. Als wahrscheinlicher wird angenommen, dass die ab etwa 1200 weiter südwärts ausgreifenden Bisonherden die Lebensweise dauerhaft verändert haben. Wie stark die Ortsansässigen von den Herden abhängig waren, ist umstritten, jedoch ist klar, dass sich die Herden im Zuge der Kleinen Eiszeit um 1400 wieder nach Norden zurückzogen. Die Werkzeugtechnologie blieb jedoch erhalten und wurde auf andere Bedürfnisse übertragen. Die später als Coahuiltecan bezeichneten Gruppen koexistierten mit Gruppen anderer Kulturen wie den sesshaften Huaxteken, die am Río Pánuco im Nordosten Mexikos lebten, aber auch mit nördlicher lebenden, zentraltexanischen Gruppen.
Vor der Besiedlung durch Europäer war das Gebiet von unterschiedlichen Indianervölkern bewohnt. Dabei ist der Begriff „Volk“ insofern irreführend, als man heute im Dreieck südlich von San Antonio, also von der Mündung des Guadalupe River westwärts bis Eagle Pass, dann südostwärts bis an den Fuß der Sierra Madre Oriental durch die Bundesstaaten Coahuila, Nuevo León und Tamaulipas an der Golfküste, etwa 60 archaische Gruppen unterscheiden kann. Diese stellten noch immer archaische Kulturgruppen dar, deren Lebensweise sich allerdings durch Pfeil und Bogen, etwa ab 1200, zu verändern begonnen hatte. Die beiden wichtigsten dieser veränderten Gruppen waren die Coahuilteken und die Karankawa. Während erstere ein größeres Territorium im Landesinneren bewohnten und ihren Siedlungsschwerpunkt in den Gebieten südlich des Flusses hatten, zog sich das Territorium der Karankawa die Golfküste hoch bis in die Region von Galveston. Im 18. Jahrhundert weiteten darüber hinaus Lipan-Apachen und Comanche ihren Aktionsradius bis ins untere Rio-Grande-Tal hinein aus. Die Comanchen hatten wiederum die Lipan aus ihren ursprünglichen Gebieten in Colorado und New Mexico abgedrängt und ihren Herrschaftsbereich, die sogenannte Comancheria, weiter nach Süden ausgedehnt.

### Bis zum 20. Jahrhundert

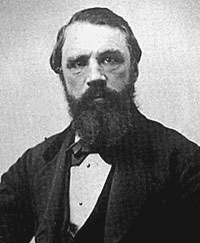
Juan Nepomuceno Cortina

Von den Spaniern wurde das Gebiet im 16. Jahrhundert erstmals erkundet. 1638 überquerte eine erste Expedition unter Jacinto García de Sepúlveda den Rio Grande, 1687 eine zweite unter Alonso de León. 1747 erfolgte eine weitere Erkundung unter der Leitung von Miguel de la Garza Falcón. Ungeachtet Falcóns pessimistischer Prognose erhielt ein weiterer Kolonisator – José de Escandón – zwei Jahre später den Auftrag, mit dem Anlegen von Siedlungen in der Region zu beginnen. Unmittelbare Folge war die Gründung von vier Ansiedlungen auf der Südseite des Flusses – Reynosa, Camargo, Mier und Revilla (heute: Guerrero).
Die Anfänge der Besiedlung im späteren Hidalgo County erfolgten von diesen Gründungen aus. Bis zu Beginn des 19. Jahrhunderts stellte die neuspanische Kolonialverwaltung neunzehn Genehmigungen aus für insgesamt 80 Landstücke auf der Nordseite des Flusses. An der Stelle des heutigen Hidalgo wurde 1774 die Ansiedlung La Habitación gegründet. Unter den ersten Siedlern waren der Großgrundbesitzer Juan José Hinojosa de Ballí und der Rancher José Manuel Gomez – Begründer der bis in die 1990er-Jahre geführten McAllen Ranch. Bis zum Texanischen Unabhängigkeitskrieg hatte sich in der Region eine wirtschaftlich tragbare Form der Viehzucht entwickelt.
Da Mexiko das Gebiet südlich des Nueces River weiterhin als Teil der mexikanischen Provinz Tamaulipas betrachtete, blieb die Frage der staatlichen Zugehörigkeit bis zum Amerikanisch-Mexikanischen Krieg von 1846 bis 1848 strittig. Eine Folge des Krieges war die Old Military Road – eine in Richtung des heutigen New Mexico führende Versorgungsstraße, die unter dem Namen Gila Road Bekanntheit erlangte und von Goldsuchern auf dem Weg zu den kalifornischen Goldfeldern genutzt wurde. Um 1850 waren ungefähr 50 Farmen in Betrieb. Die bestehende Viehzucht wurde zwischenzeitlich von Gemüse- und Obstanbau ergänzt. Bedingt durch die gängige Erbteilung hatten sich speziell die alten Ansiedlungen La Habitatión, Relampago und Peñitas zwischenzeitlich zu geschlossenen Ortschaften entwickelt.

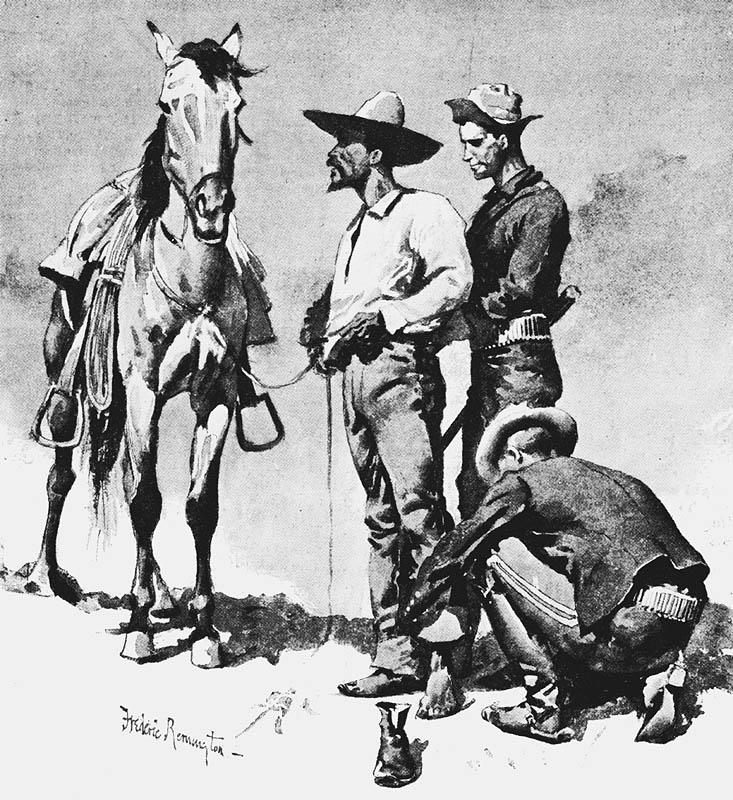
Kavallerie-Patrouille während des Garza Wars. Zeichnung von Frederic Remington (1892)

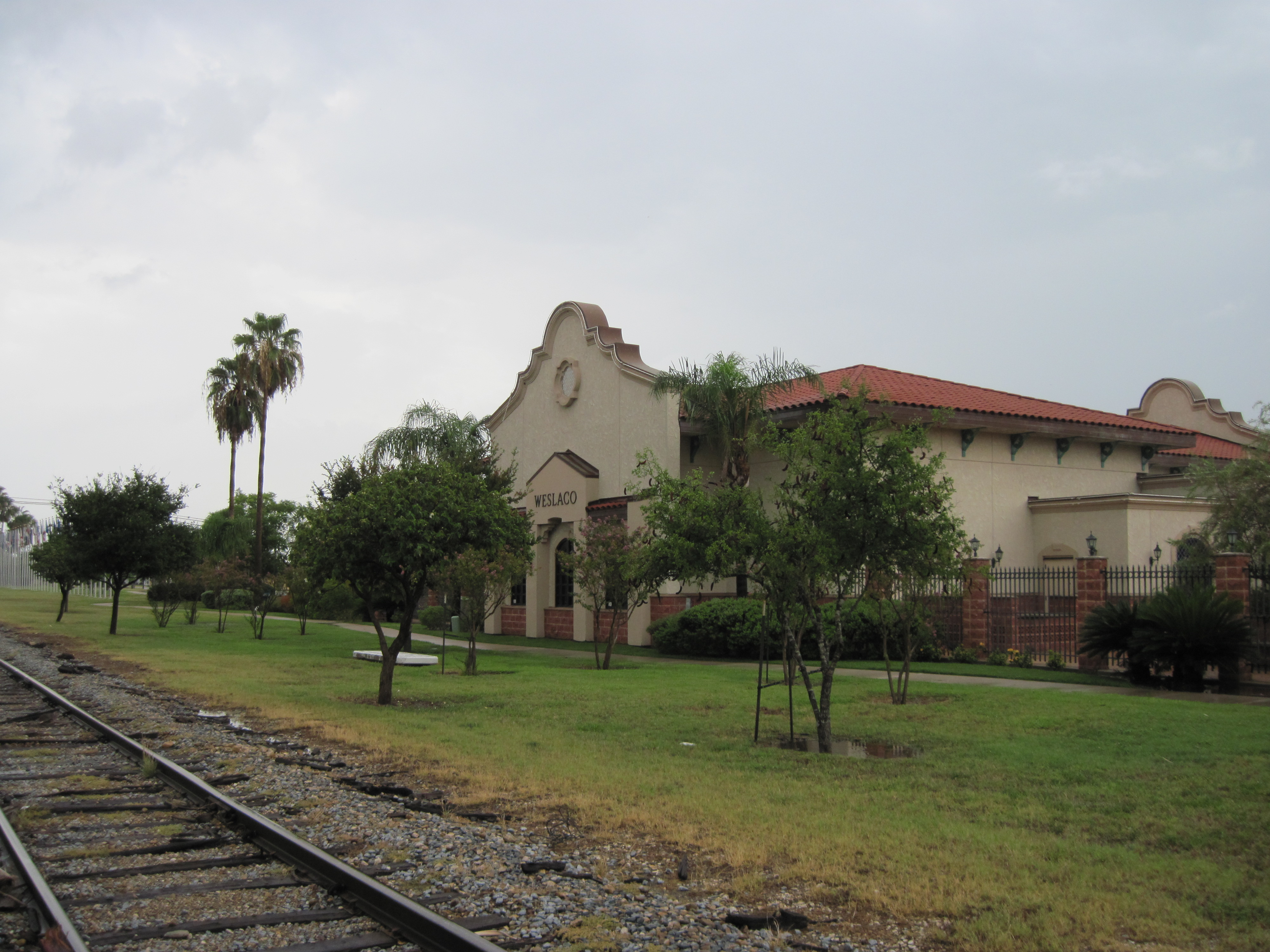
Alte Eisenbahnstation in Weslaco

Zunächst war das Territorium den Countys San Patricio und Cameron zugeordnet. 1852 erfolgte die eigenständige Konstituierung unter der Bezeichnung Hidalgo County. Gebildet wurde der neue Landkreis aus Teilen des Cameron County, benannt nach Miguel Hidalgo y Costilla, einem der führenden Vorkämpfer für die Unabhängigkeit Mexikos. Erste Hauptstadt wurde die – in Edinburg umbenannte, mit dem heutigen Verwaltungssitz Edinburg allerdings nicht identische – Ansiedlung La Habitación. Abgelegen vom Bevölkerungszentrum Brownsville im benachbarten Cameron County, machte sich im Hidalgo County bald das Gefühl breit, von der Entwicklung abgehängt zu sein. Gesetzlose Zustände breiteten sich mehr und mehr aus. Die Landstreitigkeiten zwischen alteingesessenen Eignern und einer ersten Welle neu hinzugezogener texanischer Siedler kulminierten 1860/61 in den sogenannten Cortina Wars – zwei von dem Großgrundbesitzer Juan Nepomuceno Cortina angeführten Rebellionen, welche das Ziel verfolgten, die Rechte der alten Eigner wiedereinzusetzen. Ein Höhepunkt dieser Auseinandersetzung war die zwischen Cortina-Anhängern und Texas Rangers ausgetragene Schlacht von La Bolsa 1860 südlich der Ortschaft Progreso. Anders als das benachbarte Cameron County mit seinem küstennahen Zentrum Brownsville konnte Hidalgo County nur wenig von dem florierenden Schmuggel und Mexiko-Handel während des Amerikanischen Bürgerkriegs profitieren. Stattdessen avancierte das Gebiet zur Operationsbasis organisierter, teils aus Deserteuren beider Bürgerkriegslager zusammengesetzter Viehdiebstahl-Banden.
Die Bevölkerungszahl blieb auch nach dem Bürgerkrieg gering; 1870 lebten im County rund 2.400 Bewohner. 1875 begannen die Texas Rangers unter Führung von Captain Leander H. McNelly eine Kampagne gegen die Banden beidseits der Grenze. Politisch organisierten sich die unterschiedlichen Einflussträger-Gruppen des Countys in Netzwerken der Demokratischen sowie Republikanischen Partei. Die Demokraten sowie die mit ihnen verbundenen Seilschaften beherrschten das County bis ins 20. Jahrhundert hinein nahezu unangefochten. Unter der Ägide des südtexanischen Politikers James B. Wells organisierten die Demokraten ein Machtzentrum, welches von Sheriffwahlen bis hin zur Bestimmung von Richtern und Bürgermeistern das öffentliche Leben dominierte. Örtlicher Protagonist dieses Netzwerks war der mehrmalige Sheriff John Closner. Die Feindschaft beider Hauptrichtungen – kombiniert mit dem Vorwurf der Blockwahl sowie anderer unlauterer Machenschaften – eskalierte zu Ende des 19. Jahrhunderts auf gewaltförmige Weise. Auf Closner, Hauptexponent der dominierenden Demokraten, wurden im Verlauf dieser Auseinandersetzung mehrere Mordanschläge verübt. Höhepunkt der Auseinandersetzung war eine Art politischer Putsch, in dessen Zug Closners republikanische Konkurrenten Anfang der 1890er kurzzeitig eine „Unabhängige Republik von Hidalgo“ proklamierten und – bis zum Verbot dieser Praxis durch die US-Regierung – mit dem Erheben von Zöllen an der amerikanisch-mexikanischen Grenze begannen.
Die stagnierende Wirtschaftslage veränderte sich durch zwei Innovationen. Die erste war der systematische Bau von Bewässerungsanlagen Ende des 19. Jahrhunderts – eine Verbesserung, welche der kommerziellen Landwirtschaft in der Region wesentlichen Auftrieb verlieh. Die zweite war die 1904 erfolgte Anbindung an das Eisenbahnnetz der St. Louis, Brownsville and Mexico Railway. Ebenso wie im gesamten Valley führte die Eisenbahnverbindung zu einem massiven Zuzug von Neusiedlern aus dem Norden und Mittelwesten – eine Entwicklung, die sowohl die demografische Zusammensetzung im County als auch das Machtgefüge innerhalb seiner Elite nachhaltig veränderte. Flankiert war diese Entwicklung von zunehmenden Spannungen an der Grenze zu Mexiko. Mit dem Garza War hatte es bereits Anfang der 1890er einen Versuch gegeben, die Diktatur von Porfirio Díaz durch eine Intervention von texanischem Boden aus zu stürzen. Die Mexikanische Revolution zwischen 1910 und 1920 verschärfte nicht nur bereits bestehende Spannungen. Zusätzlich machte er das Valley zum Aufmarschgebiet für US-Truppen im Zug der Nordmexiko-Operation von General Pershing 1913 bis 1916. Längerfristig prägend für das County war der Zuzug von Hunderttausenden Bürgerkriegsflüchtlingen: Er veränderte die demografisch-soziale Bevölkerungszusammensetzung ebenso sehr wie der Zuzug neuer Landeigner aus dem Norden.

### 20. und 21. Jahrhundert

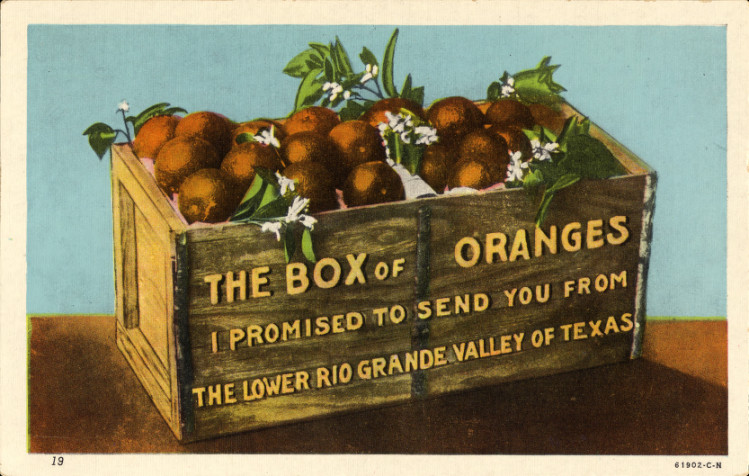
Postkarte Anfang der 1920er

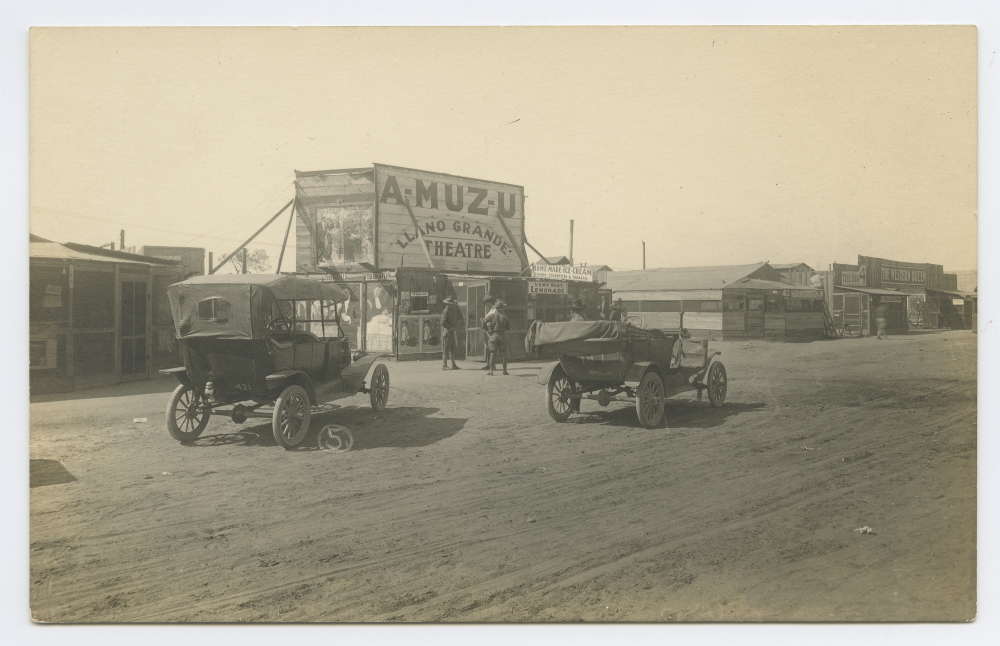
Llano Grande Theatre, Hidalgo (1916)

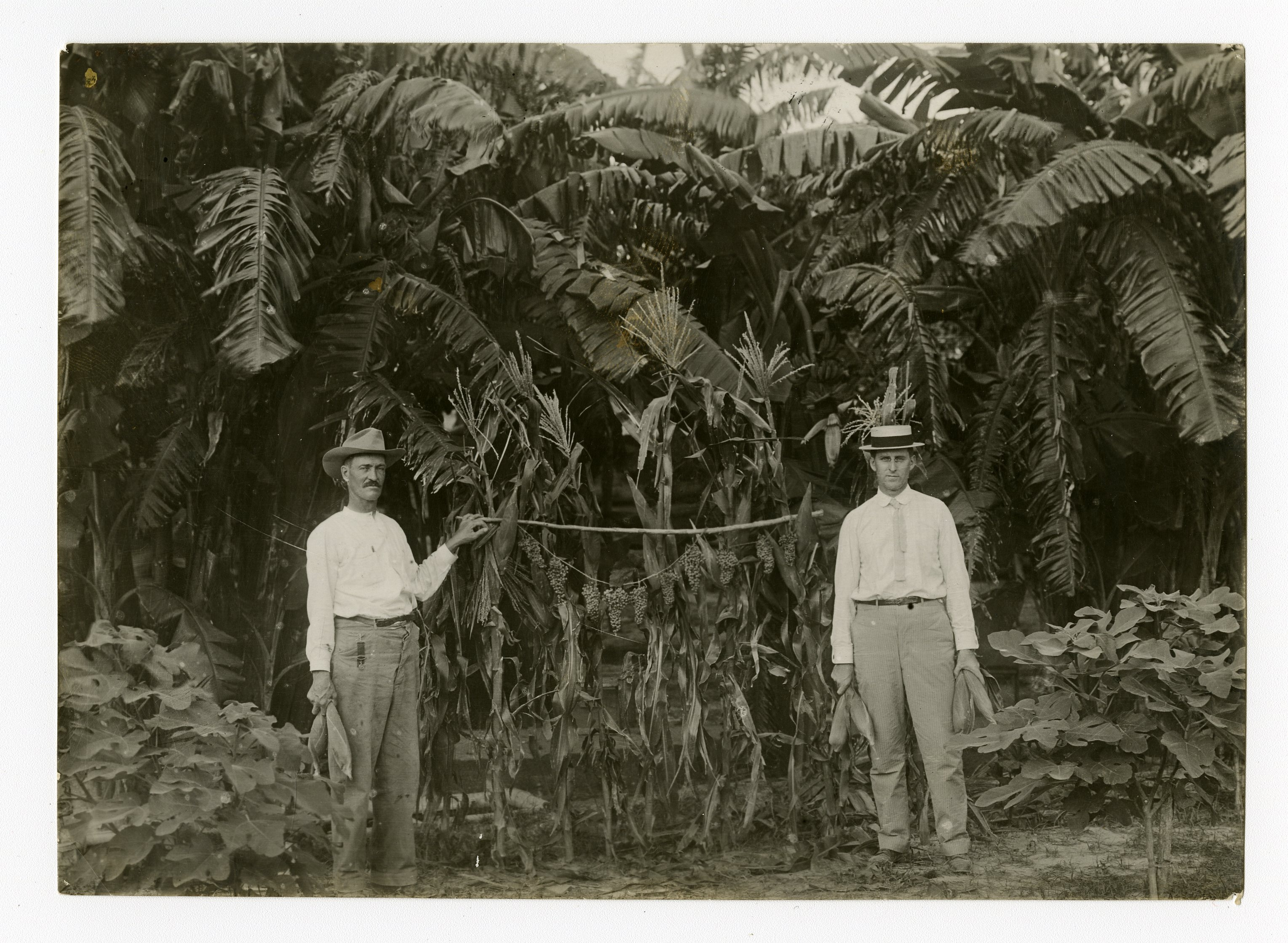
Plantage in Mission (1975)

Die Bevölkerung des Hidalgo County hatte sich zwischen 1900 und 1930 von knapp 7.000 auf rund 77.000 Bewohner erhöht. Die Landpreise, welche um 1900 noch bei rund 25 Cent pro Morgen gelegen hatten, waren bereits um 1910 auf über 300 Dollar angestiegen. Obst- und Gemüseanbau entwickelten sich mehr und mehr zum wirtschaftlich dominierenden Faktor. Um die Jahrhundertwende hatte der Anbau von Zitrusfrüchten begonnen – ebenso, in kleinerem Umfang, von Zuckerrohr. Hinzu kamen Versuche mit bewässerten Reisfeldern sowie dem Anbau von Baumwolle. Die flächendeckend betriebene, kommerzielle Landwirtschaft setzte ungefähr um das Jahr 1907 ein. Richtig rentabel wurde sie durch die Einführung der LKW-Landwirtschaft. Sie entwickelte sich in den 1920ern zum vorherrschenden Typus und erleichterte sowohl den Transport von Waren als auch den von Arbeitskräften. Neue Bezirkshauptstadt wurde Chapin – eine Neugründung aus dem Jahr 1908, die nunmehr in Edinburg umbenannt wurde. Das vormalige La Habitatión und zwischenzeitliche Edinburg war 1886 von einer großen Flut in Mitleidenschaft gezogen und weiter flussaufwärts neu errichtet worden. Der neue Name für die ehemalige Kreishauptstadt lautete nunmehr Hidalgo.
Die demografischen Veränderungen im ersten Viertel des 20. Jahrhunderts hatten sowohl sozial als auch politisch weitgehende Folgen. Wie im gesamten Rio-Grande-Tal waren die ethnischen Beziehungen traditionell auf Ausgleich und Respekt ausgerichtet. „Mischehen“ waren allseitig akzeptiert und geläufig. Mit dem massenhaften Zuzug protestantischer Neusiedler änderte sich das soziale Gefüge. Die Neusiedler zeigten wenig Bereitschaft, sich an die bestehenden kulturellen Gepflogenheiten anzupassen. Eine Folge davon war die Ausbreitung ethnisch getrennter Wohnviertel sowie segregierter Schulen, Geschäfte und Restaurants. Betroffen von dieser Praxis waren vor allem „neue“ Städte wie Weslaco und McAllen. Vergleichsweise geringer wirkte sich diese Form der sozialen Aufspaltung in „alten“ Städten wie Hidalgo, Peñitas und Relempago aus. Vor allem für die Schulbildung der hispanischen Bevölkerungsmehrheit hatte die praktizierte Segregation nachteilige Folgen. „Mexikanerschulen“ waren in der Regel überfüllter, schlechter ausgestattet und mit eher unerfahrenen Lehrkräften als ihre angloamerikanischen Pendants. Eine Auswirkung der ethnischen Trennung war die zunehmende Wechselwirkung von Armut und Bildungsbenachteiligung.
Die mit der Neuansiedlung verbundene Kräfteverlagerung führte zu neuen Machtkämpfen innerhalb der tonangebenden Eliten. Die Welle der Neuansiedler brachte das von James B. Wells aufgebaute Netzwerk der Demokratischen Partei in Südtexas ins Wanken. Als Gegengewicht gründeten die Republikaner 1914 die Good Government League. Unterstützt wurde sie hauptsächlich von Angleno-Farmern, Geschäftsleuten und Fachkräften. Die Politik der League, einerseits um die Unterstützung der Hispanics zu werben, andererseits die Closner-Regierung um dessen Nachfolger Anderson Y. Baker wegen (angeblicher) Bevorteilung der hispanischen Bevölkerungsmehrheit massiv anzugreifen, führte in der Folge zu einem rassistisch aufgeladenen, von Gewaltanwendung und Übergriffen geprägten Klima. Der League gelang es in der Folge zwar, eine Neuzusammensetzung der bezirklichen Funktionsträger zu erwirken und die Macht des Wells-Netzwerks zu beenden. Auf lange Sicht gesehen allerdings blieb die Vorherrschaft der Demokratischen Partei im Rio-Grande-Tal unangefochten.
Ethnisch setzte sich die Bevölkerung im Jahr 1930 aus zwei annähernd gleich großen Blöcken zusammen: rund 41.000 als „mexikanisch“ klassifizierten Personen und ungefähr 36.000 angelsächsischen Einwohnern. Ungeachtet der Großen Depression in den USA, die einen Teil der Weltwirtschaftskrise darstellte, stieg die Bevölkerungszahl bis 1940 auf über 106.000. Die Umstellung auf LKW-Landwirtschaft war zu diesem Zeitpunkt abgeschlossen. Die Anzahl landwirtschaftlicher Betriebe betrug rund 4300. Hauptkulturen waren Baumwolle, Mais und Zitrusfrüchte. Im nördlichen County-Teil war Viehzucht vorherrschend; Hauptarten waren Rinder, Schafe und Geflügel. 1934 nahm Otto C. Woods die erste produzierende Öl-Förderanlage in Betrieb. Erdöl sowie die damit verbundene Förderung von Erdgas trat als weiterer Wirtschaftsfaktor hinzu. Während des Zweiten Weltkriegs gründete die U.S. Army in der Nähe von Hidalgo eine Militärbasis – das Moore Air Field. In der Nachkriegsära boomte die Zitrusfrüchte-Produktion noch stärker als bislang. Der breit praktizierte Rückgriff auf Wanderarbeiter erwies sich allerdings als Faktor, der nicht unwesentlich zur Verschärfung sozialer Probleme beitrug. Im Zug der Bürgerrechtsbewegung in den 1960ern organisierte sich auch der hispanische Bevölkerungsanteil zunehmend in eigenen Interessengruppen. Eine Folge davon war, dass nunmehr auch Hispanics verstärkt in öffentlichen Ämtern präsent waren. Allerdings verzeichnete der Kampf um Gleichberechtigung auch Rückschläge. Ein Ausdruck davon waren die Pharr Police Riots im Jahr 1971, deren Auslöser strukturelle Gewalt von Polizeibeamten gegen Angehörige der hispanischen Bevölkerungsmehrheit war.
Hinsichtlich der sozialen Erfolge wurde der Stand zur Jahrtausendwende allgemein als gemischt bewertet. Einerseits hatte die Integration der hispanischen Bevölkerungsmehrheit zwar Fortschritte gebracht. Das Pro-Kopf-Jahreseinkommen der Metropolregion Edinburg-McAllen jedoch (nicht zu verwechseln mit dem Median-Haushaltseinkommen) lag 1987 bei geschätzt rund 7.000 US-Dollar und damit an unterster Stelle in den USA. Darüber hinaus wies Hidalgo County die höchste Arbeitslosenquote auf. Zeitweilig war die Finanzlage des Countys derart prekär, dass laufende Gesundheitsprogramme noch vor Ablauf des Geschäftsberichtsjahres abgebrochen werden mussten. Zunehmend als Problem wurde auch die wachsende Anzahl von Colonias im County-Gebiet gewertet – ethnisch separierte Ansiedlungen von Hispanics, die oftmals von minderwertigen Unterkünften sowie einer unzulänglichen Versorgung mit Strom und fließendem Wasser geprägt sind. Ein weiteres Problem ist die Nähe zu den Transportrouten der mexikanischen Narco-Kartelle sowie der damit einhergehende Anstieg des Drogenkonsums. Als umstritten werden schließlich auch die sogenannten Maquiladoras gewertet – Halbfertigware-Montagebetriebe, deren Präsenz auf die durch das NAFTA-Abkommen von 1994 etablierte Freihandelszone zurückgeht. Einerseits verringere der durch sie geschaffene Billiglohnsektor zwar die Arbeitslosigkeit. Andererseits, so Kritiker, verfestige er die strukturelle Armut im Landkreis.

## Demografie und Politik

Ergebnisse der US-Präsidentenwahl 2016 in Texas

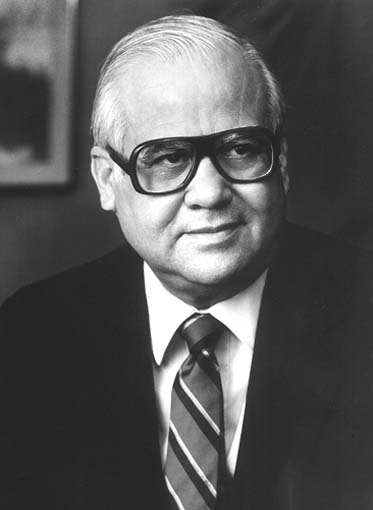
Kika de la Garza

Die größten Bevölkerungszuwächse in Hidalgo County vollzogen sich in zwei Sprüngen: einem vom Beginn des 20. Jahrhunderts bis zur Jahrhundertmitte und einem zweiten von den 1970ern bis in die Gegenwart. Während des ersten stieg die Einwohneranzahl von knapp 7.000 auf über 160.000, im zweiten von über 180.000 auf über 825.000 (Stand: 2016). Laut US-Zensus betrug die Einwohnerzahl des County in jenem Jahr 828.334 Personen. 404.079 davon waren männlich, 424.255 weiblich. 548.906 Einwohner waren älter als 18 Jahre, 279.428 Einwohner Kinder oder Jugendliche, 85.910 Einwohner älter als 65 Jahre. Der ermittelte Altersmedian von 28,8 Jahren liegt deutlich unter demjenigen der Vereinigten Staaten insgesamt (37,7 Jahre) und fast 4 Jahre unter dem für Gesamt-Texas (34,2 Jahre). Stärkste Bevölkerungsgruppe sind die Lateinamerikaner: Unabhängig von der Frage zur Zensus-Deklaration Race bezeichneten sich 757.725 Einwohner oder 91,5 % als Hispanic oder Latino. Die meisten davon klassifizierten sich als Mexikaner; rund 23.000 gaben eine andere Herkunft an. Mit 57.238 oder 6,9 % sind Weiße – wenn auch mit sehr starkem Abstand – die zweitstärkste Bevölkerungsgruppe. 7.851 oder 0,9 % charakterisierten sich als Asiaten, 3.454 oder 0,4 % als Afroamerikaner, 556 oder 0,1 % als nordamerikanische Indianer. 1.257 oder 0,2 % schließlich gaben an, zwei oder mehr Ethnien angezugehören.
Das Medianeinkommen pro Haushalt betrug laut Quickfacts-Infos Anfang 2018 auf Census.gov 36.094 US-Dollar (USD). Im Vergleich lag es damit deutlich unter dem des Bundesstaates Texas (51.900 US-Dollar) sowie der USA insgesamt (53.000 US-Dollar). Als Personen, die in Armut leben, wies der Zensus 31,2 % aus, als Personen ohne Krankenversicherung 32,0 %. Auch diese Werte lagen deutlich über den US-weiten sowie bundesstaatlichen Vergleichswerten (12,7 % und 11,7 % beziehungsweise 15,6 % und 19,3 %). Die Ergebnisse zu ethnischer Zusammensetzung, Median-Haushaltseinkommen und anderen Indikatoren weichen in den kleineren Einheiten City und Town zum Teil signifikant vom Gesamtergebnis ab. In Weslaco beispielsweise, einer der „neuen“ Städte, liegt der Prozentanteil der weißen Bevölkerungsgruppe mit 11,7 % weit höher als im Schnitt, in der Gründer-Ortschaft Hidalgo hingegen mit 1 % weit darunter. Unterschiede weisen die beiden Beispiele auch hinsichtlich Medianalter und Median-Haushaltseinkommen auf. Während die Medianalter-Werte zwischen Weslaco und Hidalgo deutlich auseinanderliegen (33,3 gegen 27,7), liegt das Median-Haushaltseinkommen in beiden Städten über dem des Countys und in der „alten“ Stadt Hidalgo mit 38.438 US-Dollar etwas über dem von Weslaco (36.157 US-Dollar). Noch deutlichere Unterschiede zeigen sich beim Blick auf die zahlreichen Colonias im Landkreis. Muniz CDP beispielsweise wartet mit 1.574 Bewohnern auf, die ausnahmslos alle hispanischer Herkunft sind. Das Medianalter beträgt 23,8, das Median-Jahreshaushaltseinkommen 31.419 US-Dollar, der Anteil der Personen in Armut 35 % und der an Personen ohne Krankenversicherung 43,4 %.
Ebenso wie Südtexas insgesamt sowie das Rio Grande Valley im Besonderen ist auch das Hidalgo County eine traditionelle Hochburg der Demokratischen Partei. Mit Ausnahme der Wahlen 1860 (in der die südtexanischen Gebiete mehrheitlich für den konstitutionellen Unionisten John Bell votierten) sowie denen 1928, 1952, 1956 und 1972 (in denen die Republikaner gewannen) lagen demokratische Präsidentschaftsbewerber stets vorne. Dies gilt auch für die Wahlen 2016, 2012 und 2008. Während bei den gesamttexanischen Ergebnissen die Republikaner seit den 1980er-Jahren konstant die stärkere Partei waren, erzielten die demokratischen Kandidaten im County Ergebnisse von um die 60 % oder mehr. Bei der Präsidentschaftswahl 2016 holte Hillary Clinton im Hidalgo County rund 68 % der Stimmen, Donald Trump hingegen nur 28 %. Was die überdurchschnittlich hohen Ergebnisse für die Demokratische Partei im Rio Grande Valley anbelangt, wird Hidalgo County lediglich vom westlich gelegenen Starr County noch übertroffen (Stimmanteil Clintons 2016: 79 %). Die beiden anderen Countys der Region (Cameron und Willacy) bestätigen den Gesamttrend mit nicht ganz so hohen Stimmanteilen.
Die Bevorzugung von Kandidaten der Demokratischen Partei bestätigt sich auch bei den Kongresswahlen. Sowohl der 15. als auch der 28. Kongresswahlbezirk ist mit den Abgeordneten Vicente González und Henry Cuellar an Parteigänger der Demokraten vergeben. Langjähriger Vertreter des Bundesstaats im US-Repräsentantenhaus war der aus Mercedes stammende Rechtsanwalt Kika de la Garza. Durchgehend mit Mitgliedern der Demokratischen Partei besetzt sind derzeit auch die wichtigen Wahlämter innerhalb des County – unter anderem das des Bezirksrichters, des Bezirksstaatsanwalts sowie des County-Sheriffs. J.E. „Eddie“ Guerra, zuvor zuständiger Dienststellenführer für den vierten County-Bezirk, ersetzte im April 2014 den in einen Polizeiskandal verstrickten Sheriff-Vorgänger und wurde im November desselben Jahres regulär gewählt.

## Wirtschaft, Beschäftigung und Bildung

Gemüseernte in der Nähe der alten Old Military Road

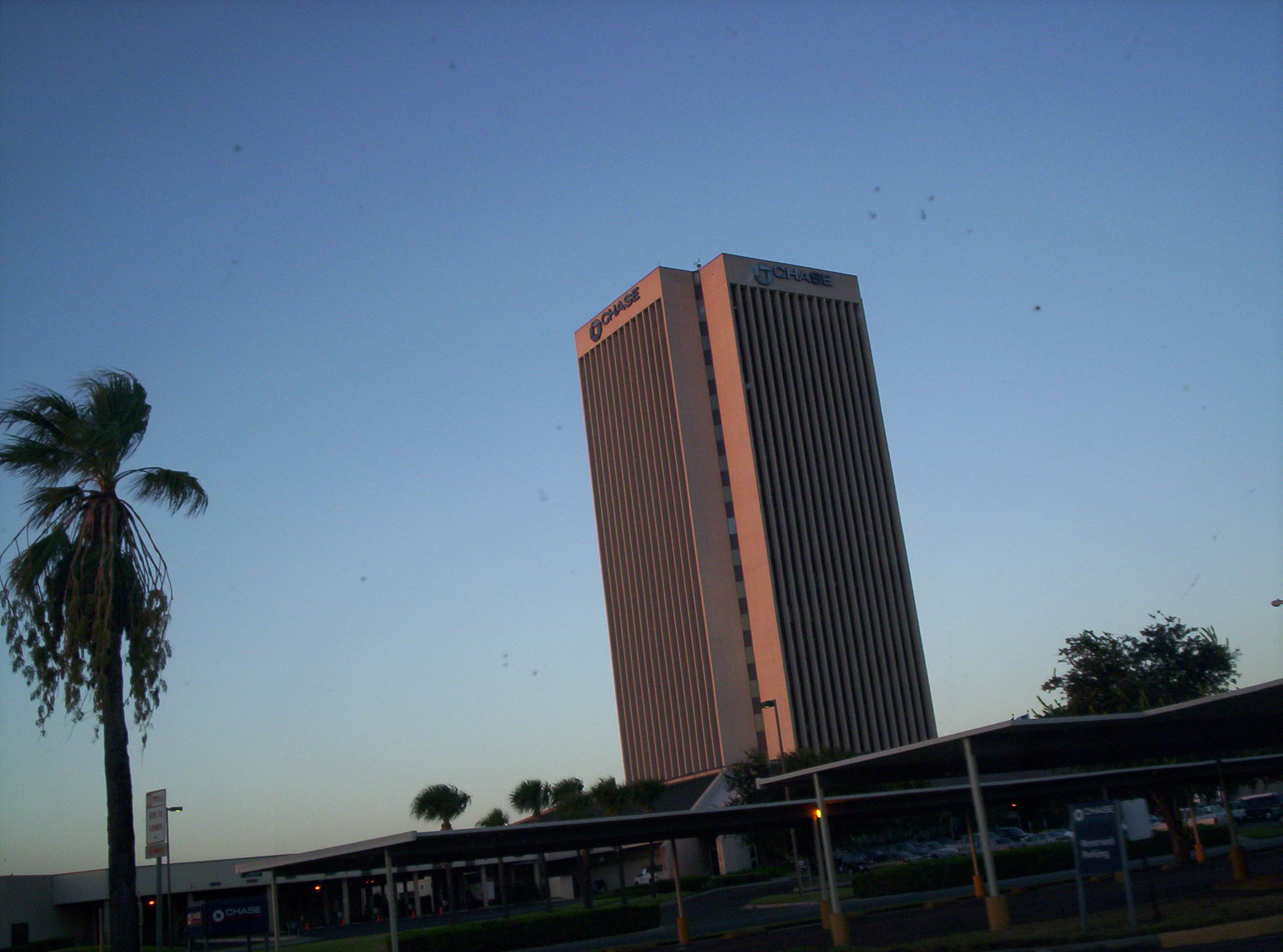
Gebäude der Chase Bank in McAllen

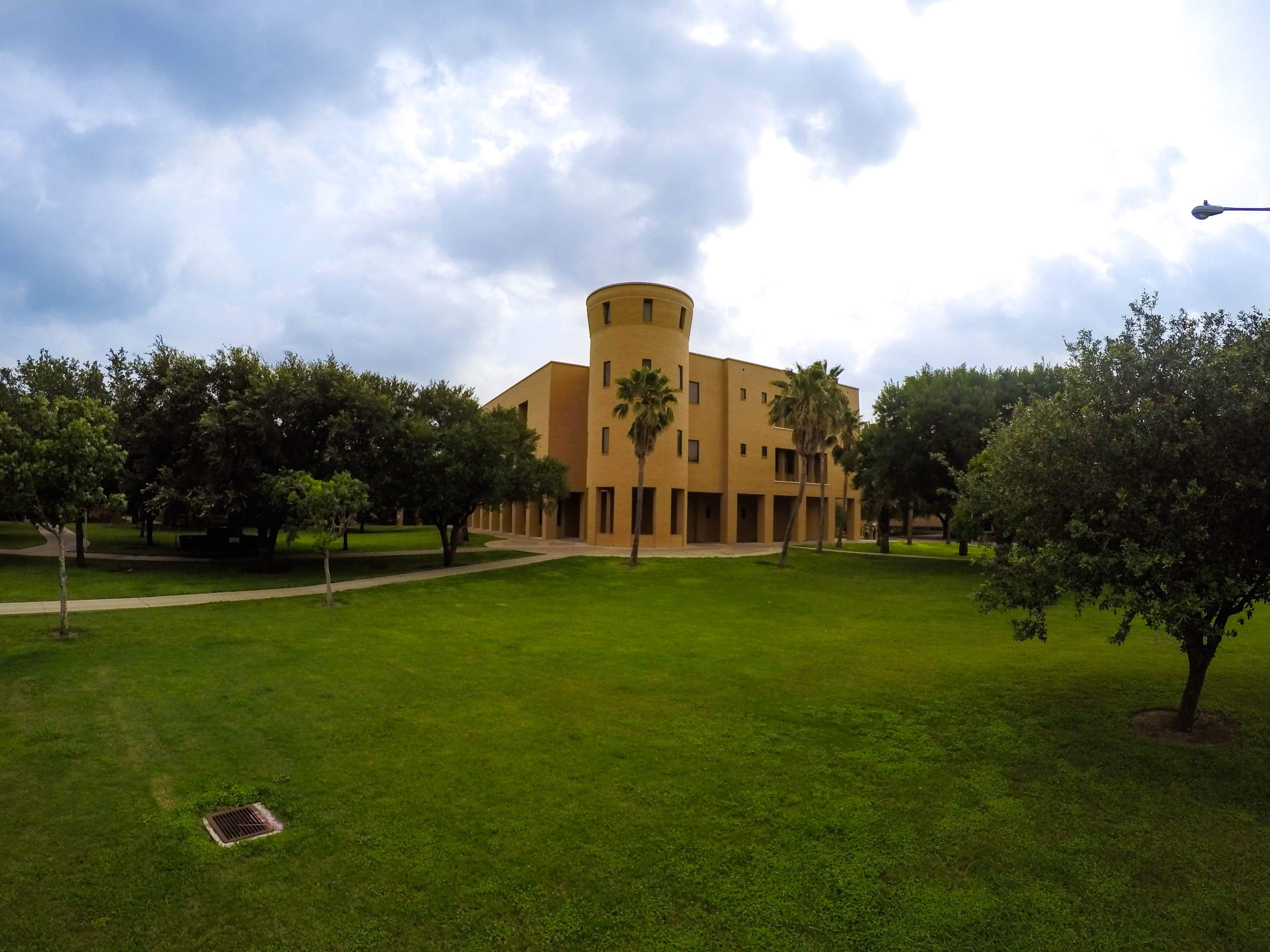
UTRGV Library auf dem Edinburg Campus

Das Agrarbusiness ist auch im 21. Jahrhundert ein wichtiger Wirtschaftssektor. 2002 wies das County 2.104 Farmen und Ranches auf. Die bewirtschaftete Nutzfläche betrug rund 2.400 Quadratkilometer. Über zwei Drittel davon wurden für Ackerbau und Anbau genutzt, 28 Prozent als Weideland. Der erwirtschaftete Gewinn in jenem Jahr betrug 202.073.000 US-Dollar; neun Zehntel davon stammten aus Ernteverkäufen. Die wichtigsten landwirtschaftlichen Produkte sind Zuckerrohr, Zitrusfrüchte, Gemüse, Getreide, Baumwolle und Vieh. Der landwirtschaftliche Produktionssektor wird von Nahrungsmittelverarbeitungs- und Mineralabbau-Unternehmen flankiert. Weiterhin ein bedeutender Wirtschaftsfaktor ist die Förderung von Erdöl und Erdgas. Die Erdöl-Fördermenge betrug im Jahr 2004 2.777.000 Barrel. Zunehmende Bedeutung gewinnt der Sektor Tourismus. Zwar profitiert das Hidalgo County nicht in dem Ausmaß vom Fremdenverkehr wie das an der Golfküste gelegene Nachbar-County Cameron. Sogenannte „Wintertexaner“ (US-Bürger, welche die Wintermonate an der Golfküste verbringen) sowie Ausflugstouristen ins nahegelegene Mexiko kommen der Wirtschaft des County jedoch ebenfalls zugute. Mit dem Santa Ana National Wildlife Refuge sowie der Las Palomas Wildlife Management Area (siehe Abschnitt „Medien, Kultur und Sehenswürdigkeiten“) verfügt der Landkreis zudem über Wildpark-Areale, welche auch Naturliebhaber in größerer Zahl anziehen.
Die wichtigsten Branchen mit jeweils um die 40.000 Beschäftigte sind Gesundheitswesen, Groß- und Einzelhandel sowie Erziehung. Mit jeweils um die 20.000 Beschäftigte folgen Fertigung, Fremdenverkehr sowie andere Dienstleistungen. Die Wirtschaftsentwicklung seit der Finanzkrise 2008/2009 schätzen örtliche Behördenvertreter als ermutigend ein. Ein vom County publizierter Bericht aus dem Jahr 2015 konstatierte allerdings, dass die von den Maquiladoras erhoffte Wirtschaftsbelebung nicht so wie erwartet eingetroffen ist. Vielmehr seien auch viele der im mexikanischen Reynosa angesiedelten Automobil-Fertigteilzulieferer von den Folgen der Finanzkrise in Mitleidenschaft gezogen worden.
Das Grund-, Mittel- und Highschool-Angebot wird von fünfzehn unabhängigen Schuldistrikten abgedeckt. Mit einem eigenen School District warten folgende Städte und Gemeinden auf: Dinna, Edcouch/Elsa, Edinburg, Hidalgo, La Joya, La Villa, Lyford, McAllen, Mercedes, Mission, Monte Alto, Progreso, Pharr/San Juan/Alamo, Sharyland, Valley View und Weslaco. An höheren Bildungseinrichtungen zur Verfügung stehen das South Texas College in McAllen sowie die University of Texas Rio Grande Valley. Letztere ist die erweiterte Fortführung der University of Texas-Pan American – der 1927 gegründeten Staatsuniversität für Südtexas und das Rio Grande Valley. Die Universität, die Außenstellen auch im benachbarten Cameron County unterhält, wird von rund 20.000 Studierenden frequentiert und gilt als die zehntgrößte Universität in Texas.

## Medien, Kultur und Sehenswürdigkeiten

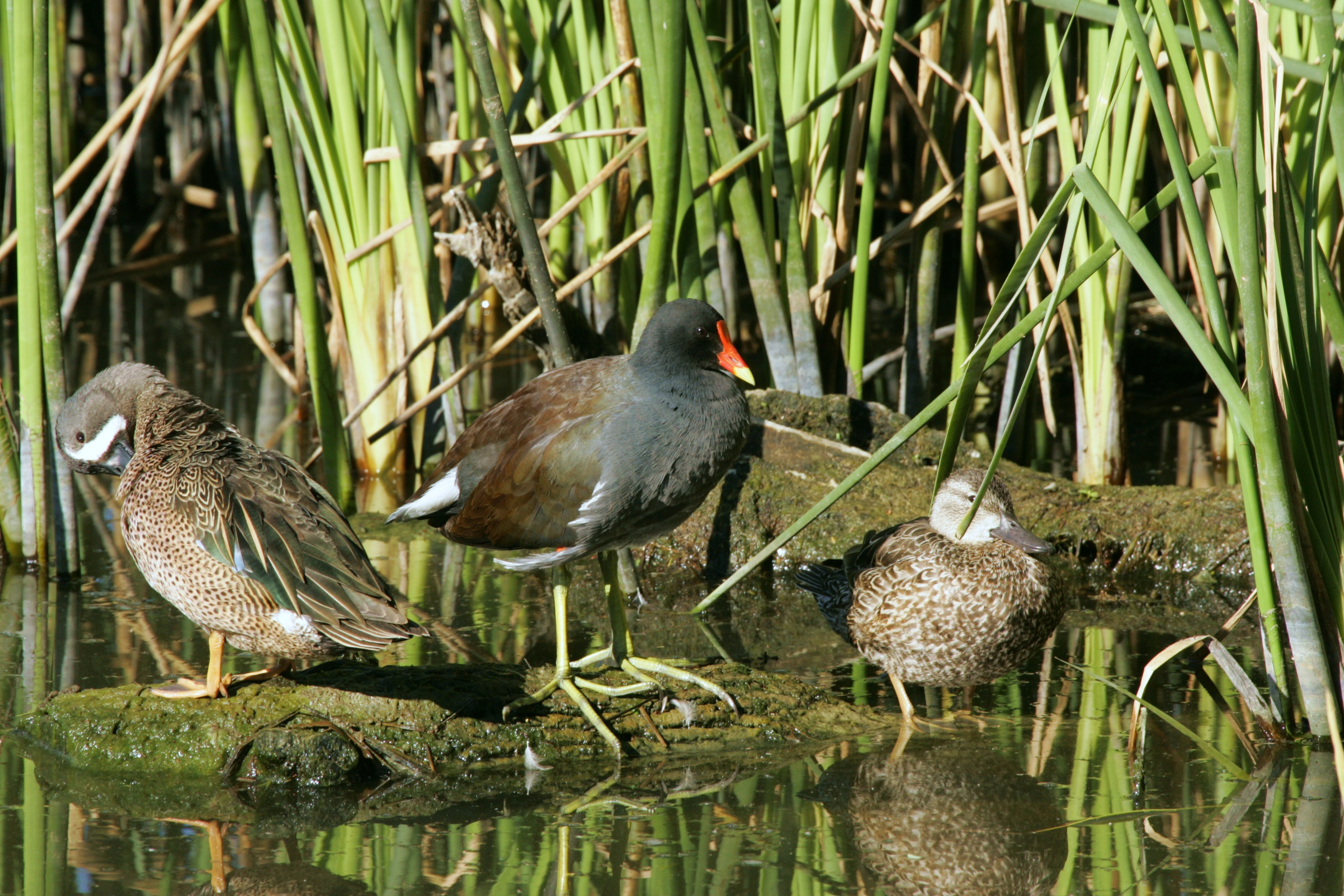
Teichralle (Mitte) und Blauflügelenten im Santa Ana National Wildlife Refuge

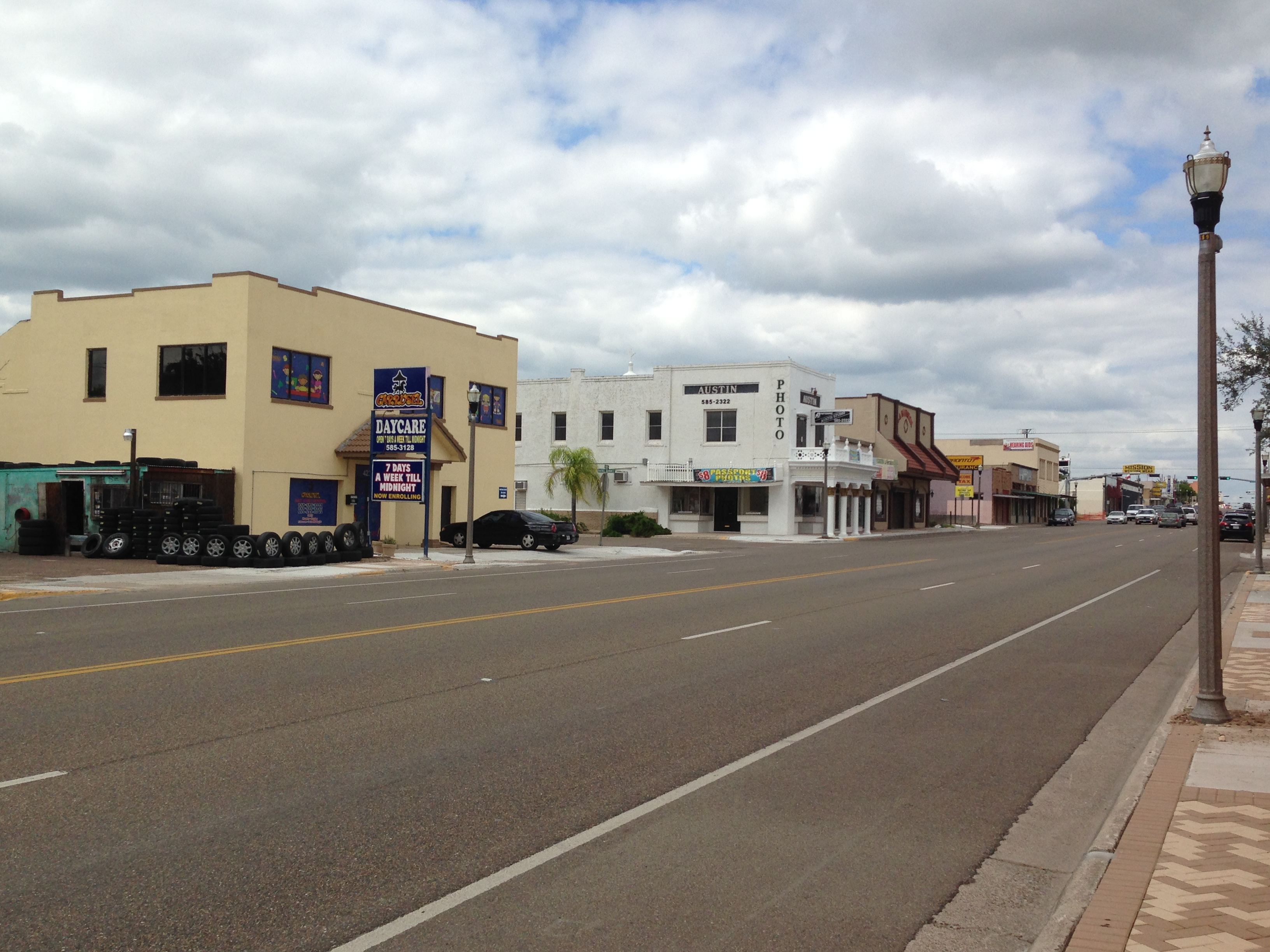
La Lomita Boulevard Commercial District in Mission

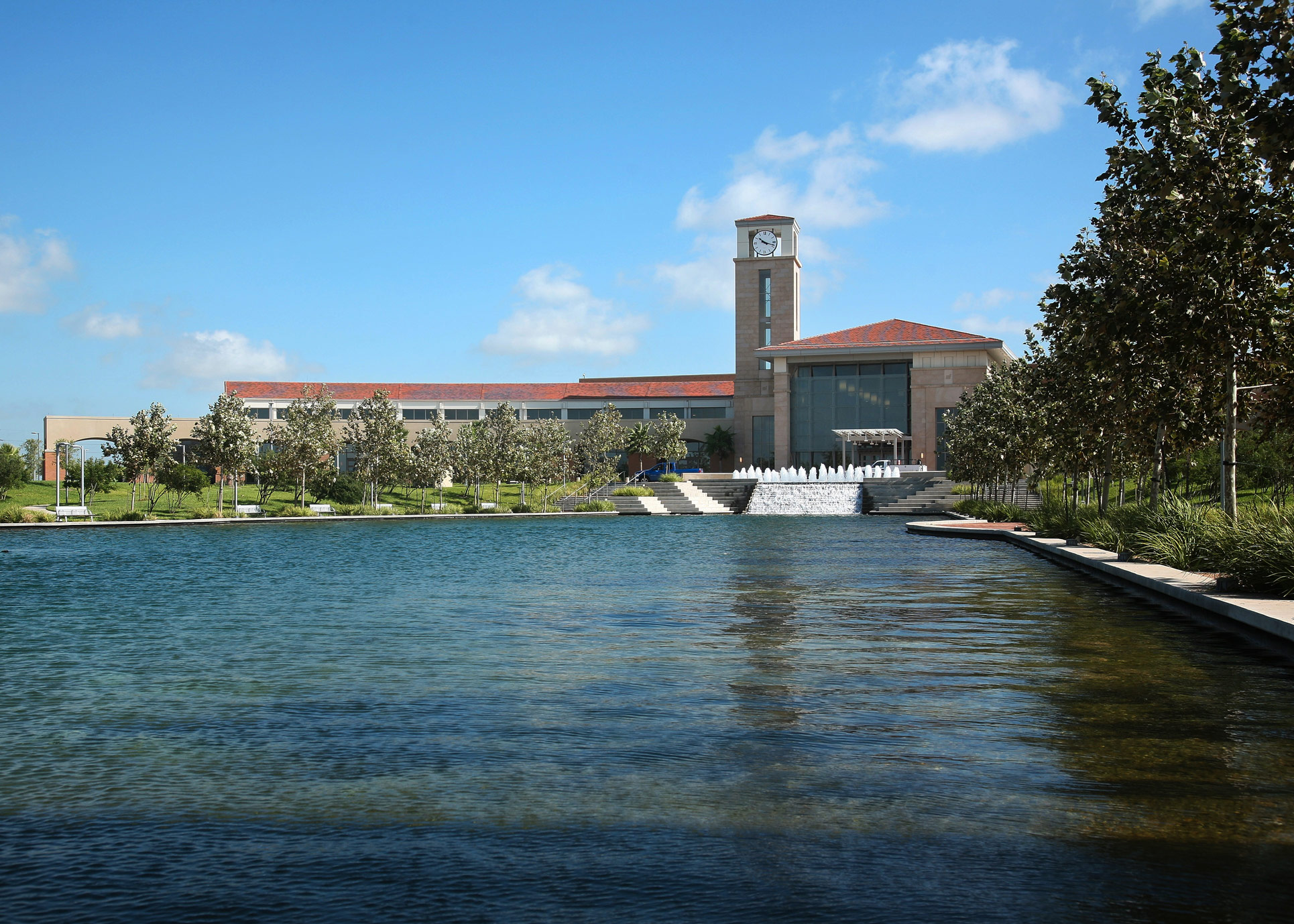
McAllen Convention Center

Wichtigste Tageszeitung im County ist The Monitor, ein Blatt im Besitz des Unternehmens AIM Media Texas. Der Redaktionssitz ist in MacAllen; die nach Angaben des Herausgebers rund 36.000 Druckexemplare decken auch das benachbarte Starr County mit ab. Darüber hinaus gibt es auf Breaking News sowie Lokalereignisse ausgerichtete Medien wie den Mid Valley Town Crier und den Edinburg Review. Ebenfalls im Valley präsent ist ein Dutzend örtlicher Radiosender, welche ihr Programm großteils in Spanisch senden. Das zugehörige Musikprogramm reicht zielgruppenabhängig von spanischsprachiger Border Music und Tex-Mex über Country und Mainstream-Rock bis hin zu gängigem Hitparaden-Pop. Lokale TV-Stationen sind ebenfalls vorhanden. Während einige ihren Sitz direkt im County haben, sind andere in Brownsville und Harlingen im benachbarten Cameron County ansässig oder aber in Reynosa auf der mexikanischen Seite der Grenze.
An Erholmöglichkeiten und kulturellen Attraktionen bietet der Landkreis Naturreservate, Museen sowie eine Reihe Gebäude und Straßenzüge, welche als Historic Place aufgeführt sind. Im Einzelnen aufzuführen sind:
- das Santa Ana National Wildlife Refuge, ein Naturschutzgebiet am Rio Grande: Gelegen südöstlich der Ortschaft Las Milpas, wartet es mit einer breiten Palette freilebender Wildtiere auf – darunter auch freilebende Exemplare des Golfküsten-Jaguar. Von Belang ist das Reservat speziell auch wegen der zahlreichen Vogelarten der Region, welche hier ein Refugium haben.[19]
- vom Las Palomas Wildlife Management Area liegen im County zwei rund 14 Quadratkilometer umfassende Teilgebiete, die von Texas als Schutzgebiet ausgewiesen wurden. Das kleinere befindet sich nahe dem Santa Ana Wildlife Refuge, das größere südlich der Stadt Weslaco.[20]
- Dreiundzwanzig als Historic Places ausgewiesene und in der Liste der Historic Places aufgeführte Gebäude sowie Straßenzüge. Darin enthalten sind unter anderem die beiden Kinogebäude Border Theater und Teatro La Paz in Mission, die Mission Citrus Growers Union Packing Shed und der La Lomita Historic District (beide in Mission), das Casa de Palmas (McAllen), das Cortez Hotel (Weslaco) und die Old Hidalgo School (Hidalgo).[21]
- Museen und Veranstaltungsorte: Das Pumphouse Museum / World Birding Center in Hidalgo organisiert Führungen sowie Touren und ist auf die Vogelwelt in der Region spezialisiert. Weitere Museen im Landkreis sind der Botanic Garden sowie das International Museum of Art & Science (IMAS). Beide befinden sich in McAllen. Die größte Stadt des Countys wartet darüber hinaus mit einer großen Shopping Mall auf (La Plaza Mall) und einer Multifunktionshalle mit 3.500 Plätzen (McAllen Convention Center).
- Volksfeste: Seit 1932 findet in Mission einmal jährlich die Citrus Fiesta statt – ein zweiwöchiges Volksfest, welches unter anderem der Werbung für die ortsansässige Zitrus-Industrie dient. Ein Highlight der Fiesta ist die Wahl eines königlichen Zitrus-Hofstaats mit Zitrus-Königin, Zitrus-König sowie flankierenden Prinzen und Prinzessinnen.[22] Ein weiteres Event ist die Rio Grande Valley Stock Show in Mercedes – eine Messe der im Valley ansässigen Viehzucht-Branche, welche seit 1947 stattfindet, von der örtlichen Handelskammer organisiert wird und als herausragende Programmpunkte unter anderem eine Parade, Rodeo-Shows sowie eine Prämierungs-Veranstaltung beinhaltet.

## Galerie

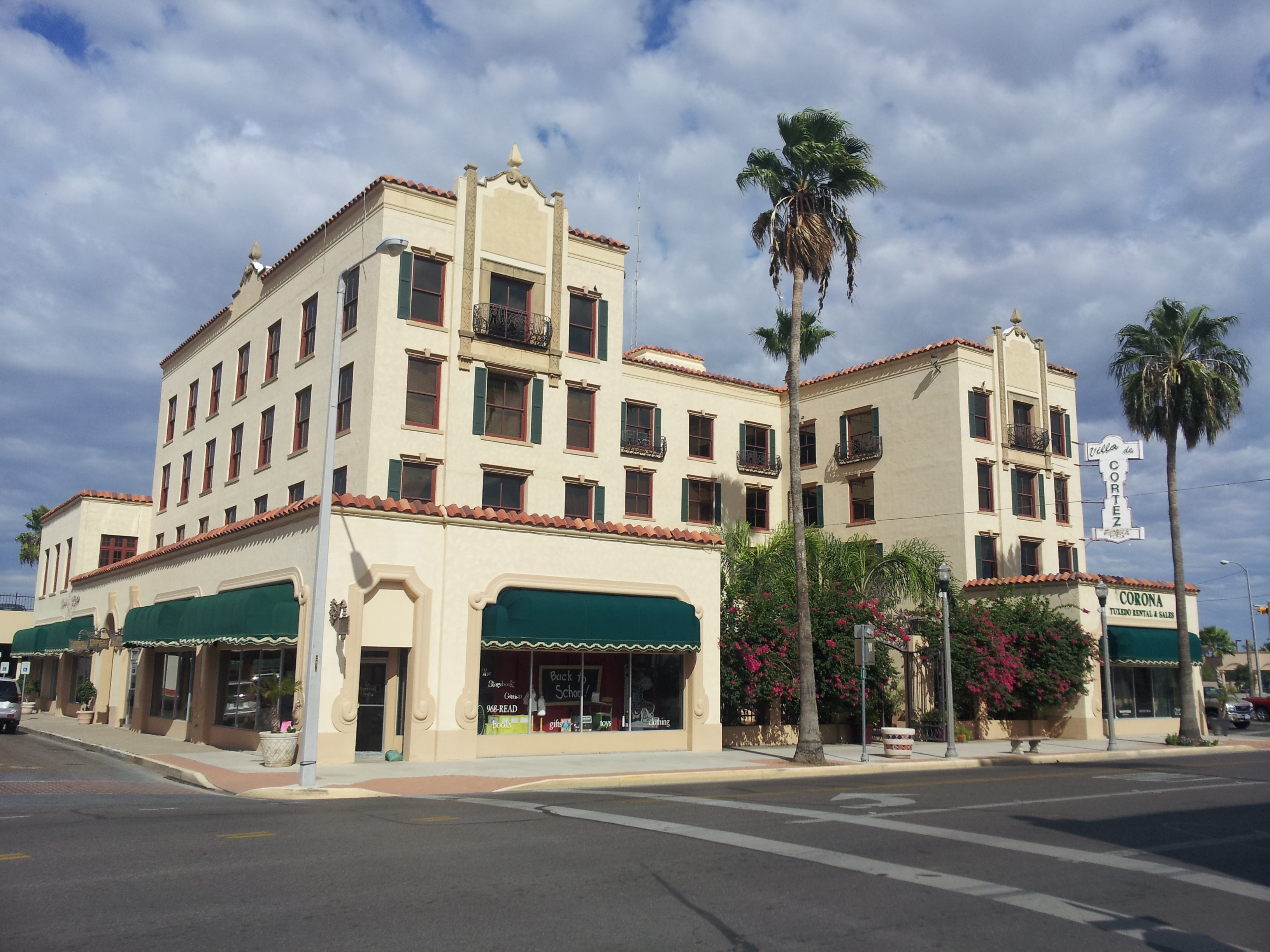
Cortez Hotel in Weslaco
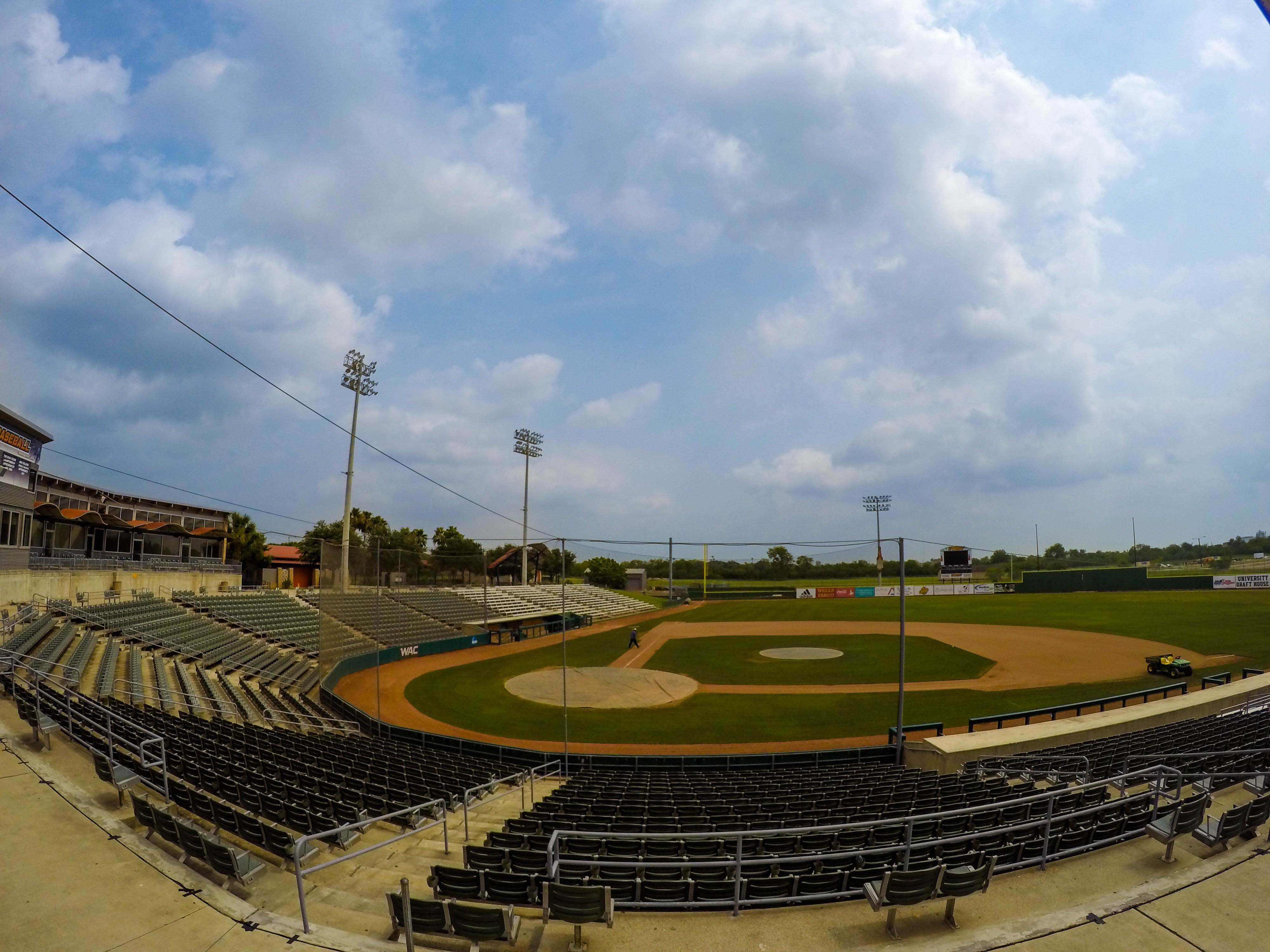
Baseball-Stadion auf dem Edinburg Campus
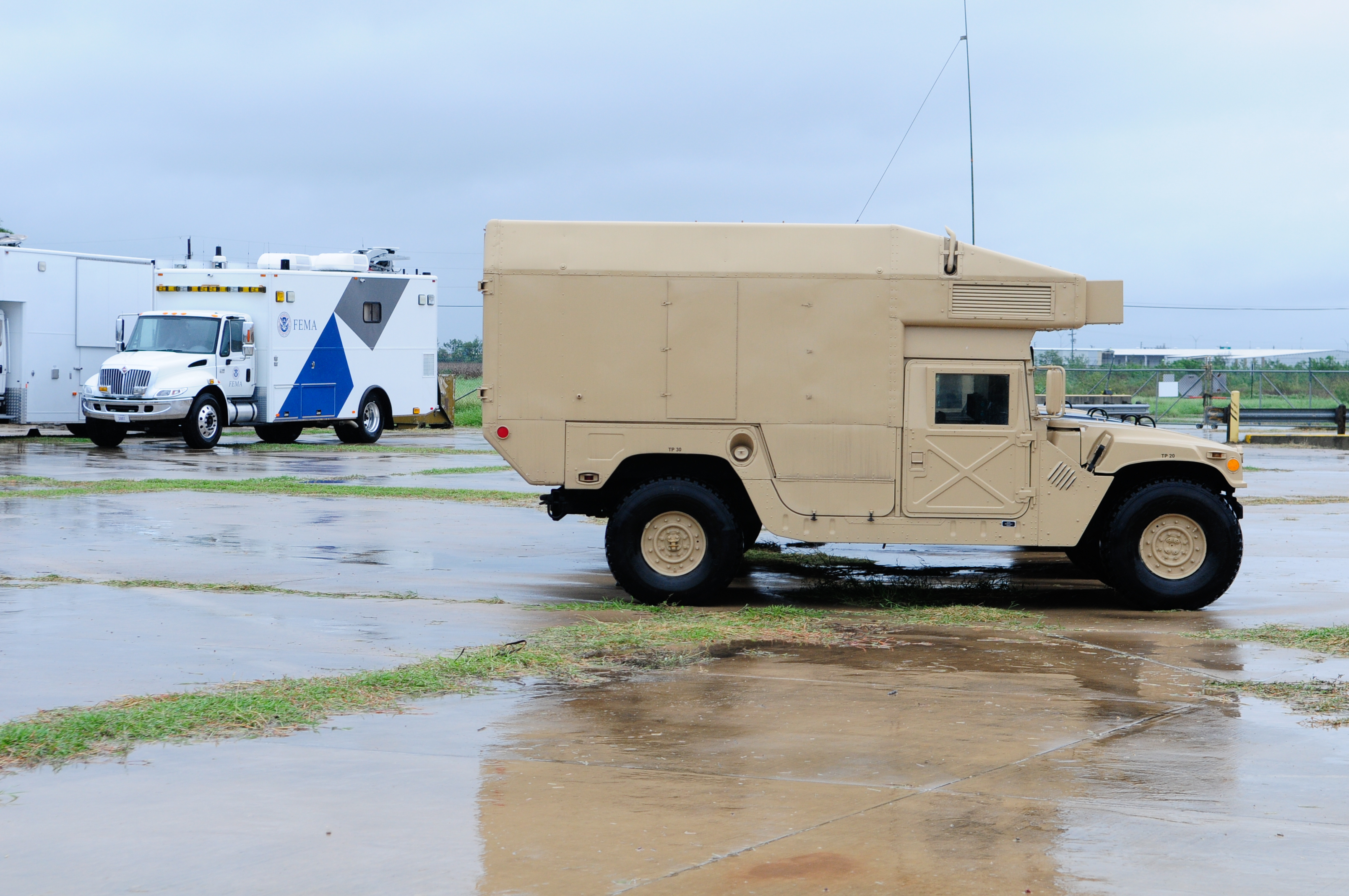
Fahrzeug der U.S. Army während des Hurrikans Dolly (2008)
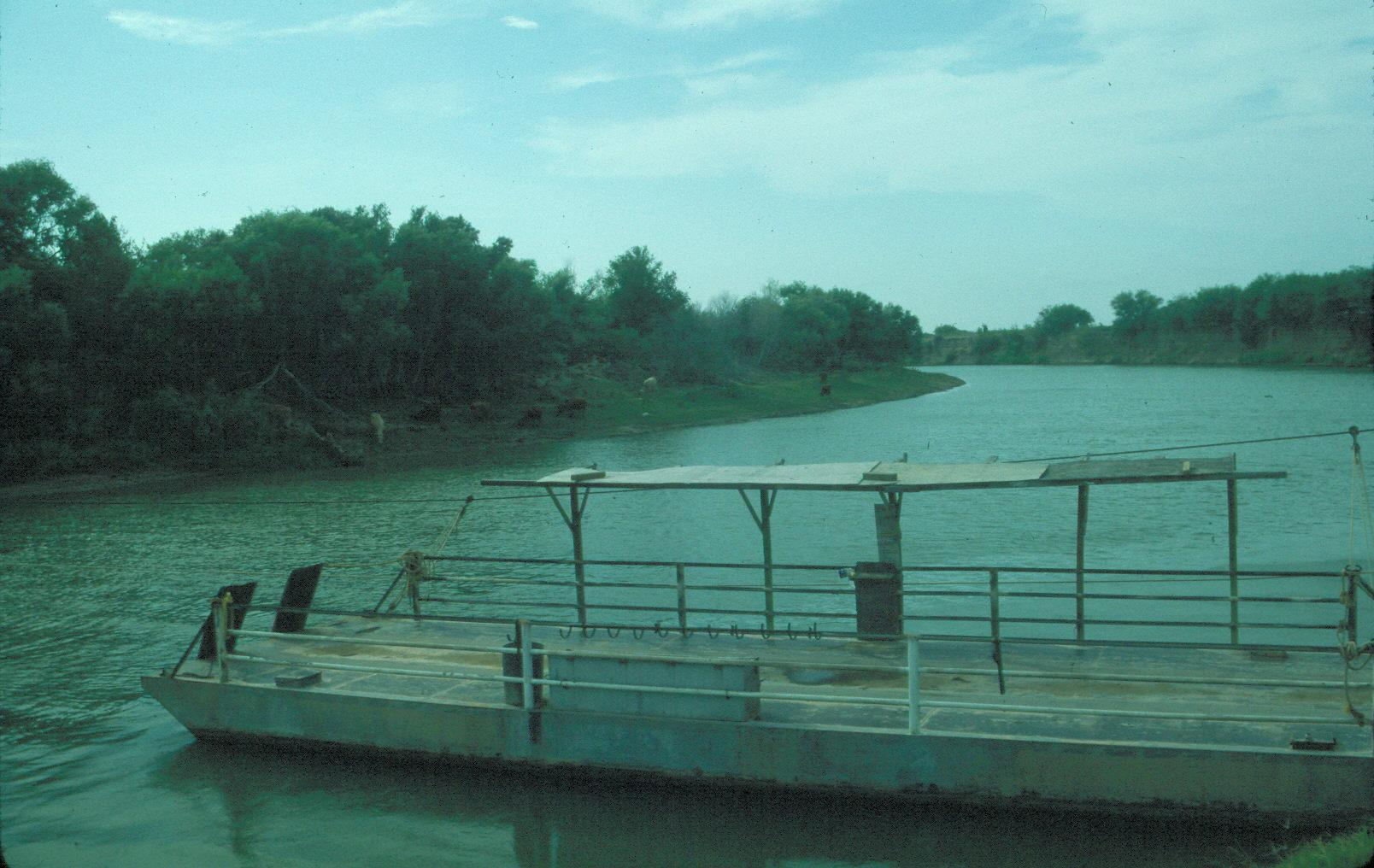
Los Ebanos Ferry über den Rio Grande
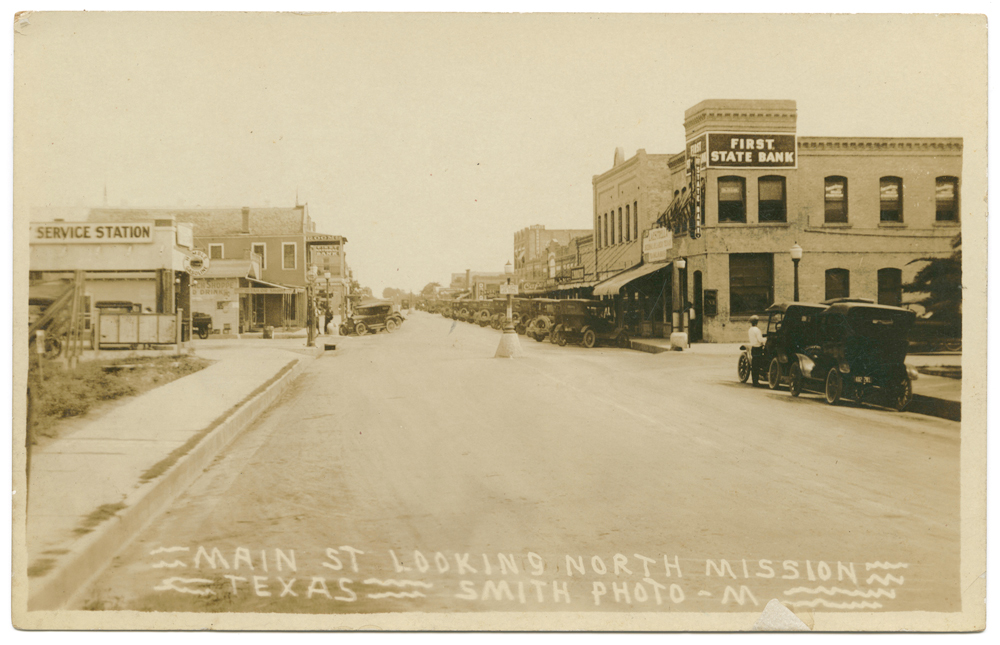
Stadtbild von Mission (ca. 1915)
Santa Ana National Wildlife Refuge
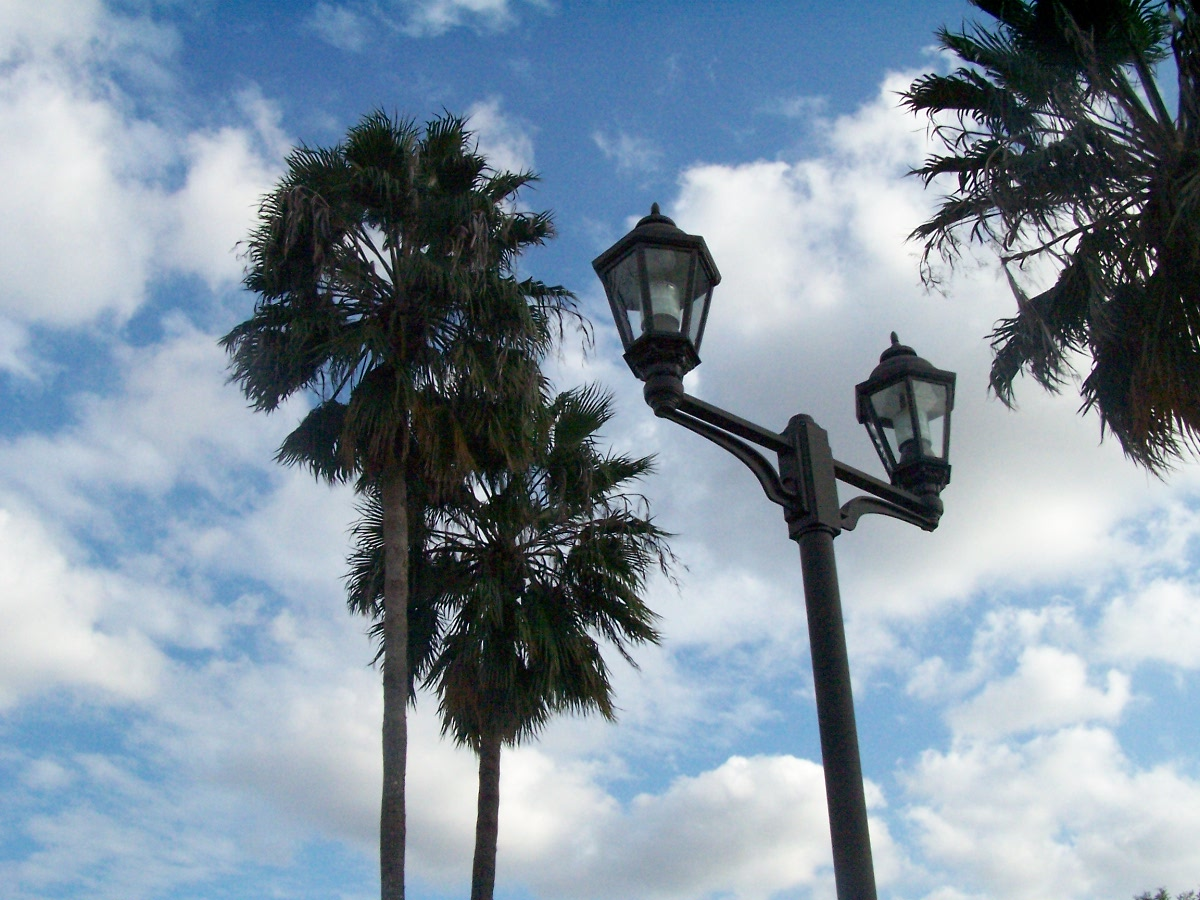
Straßenlaterne in der Ortschaft San Juan
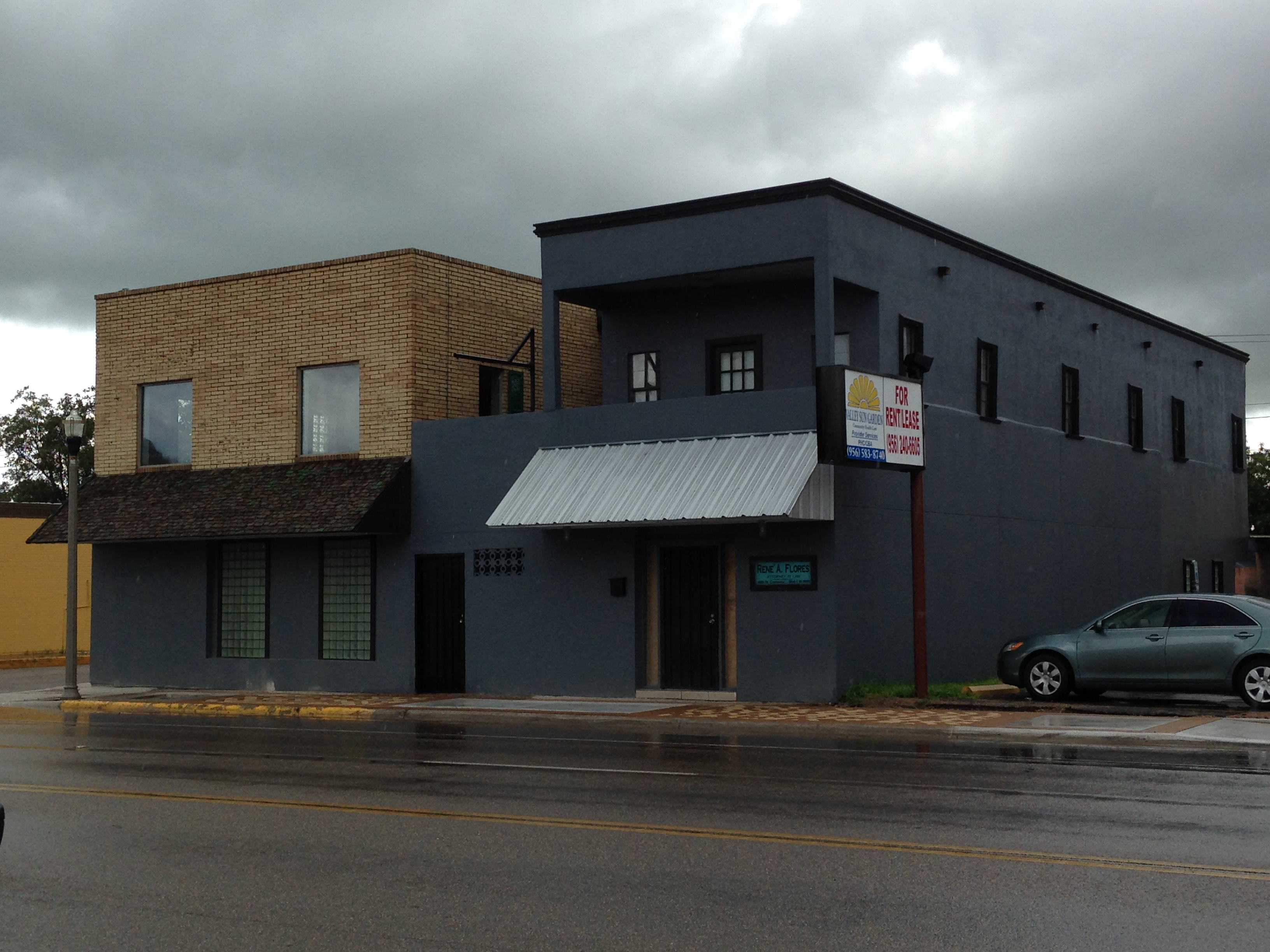
La Lomita Boulevard Commercial District, Mission
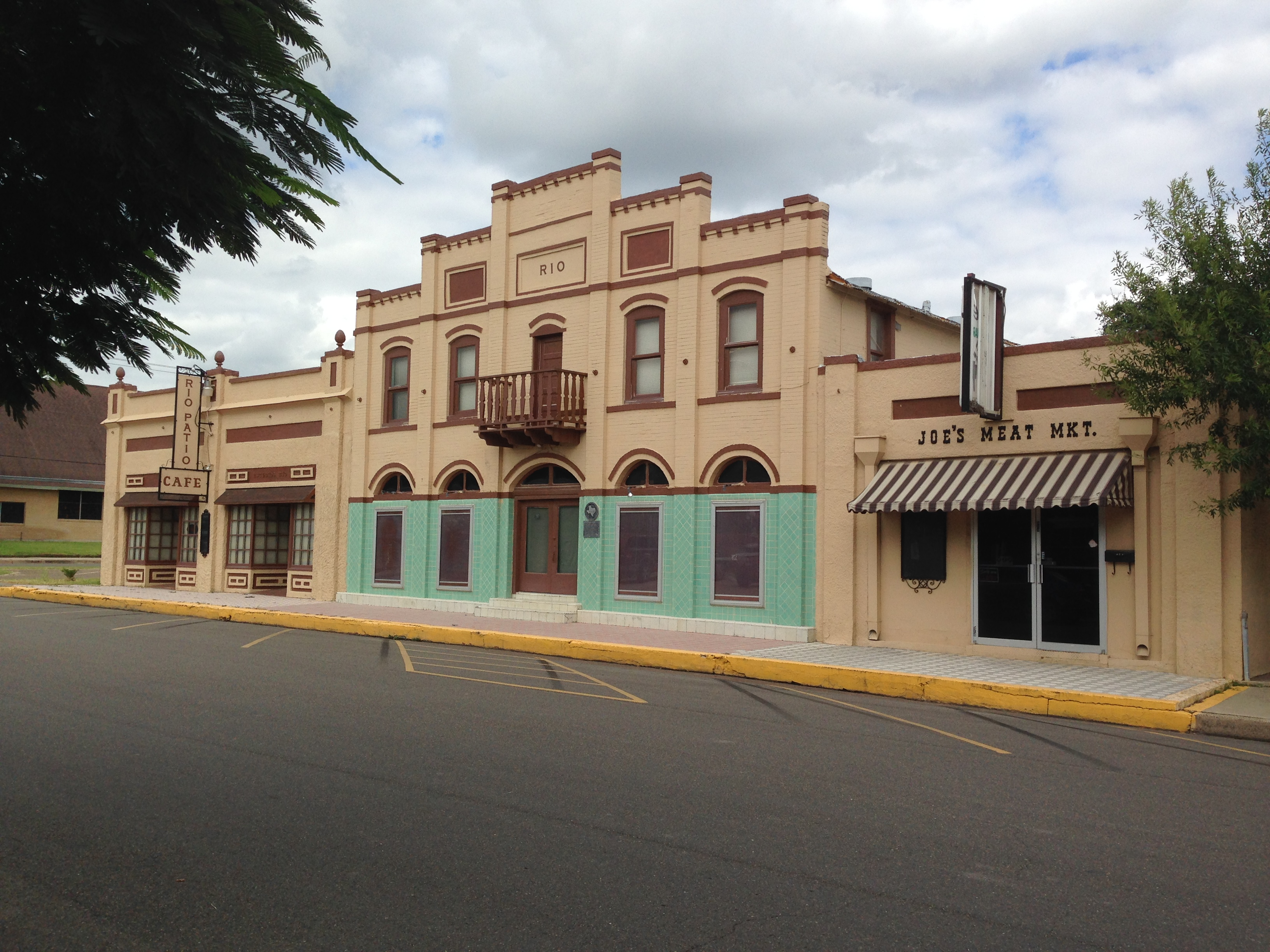
Teatro La Paz in Mission